# اکوینور

آخرین لوگوی استات اویل تا ماه می ۲۰۱۸ که نام شرکت به اکوینور تغییر کرد.

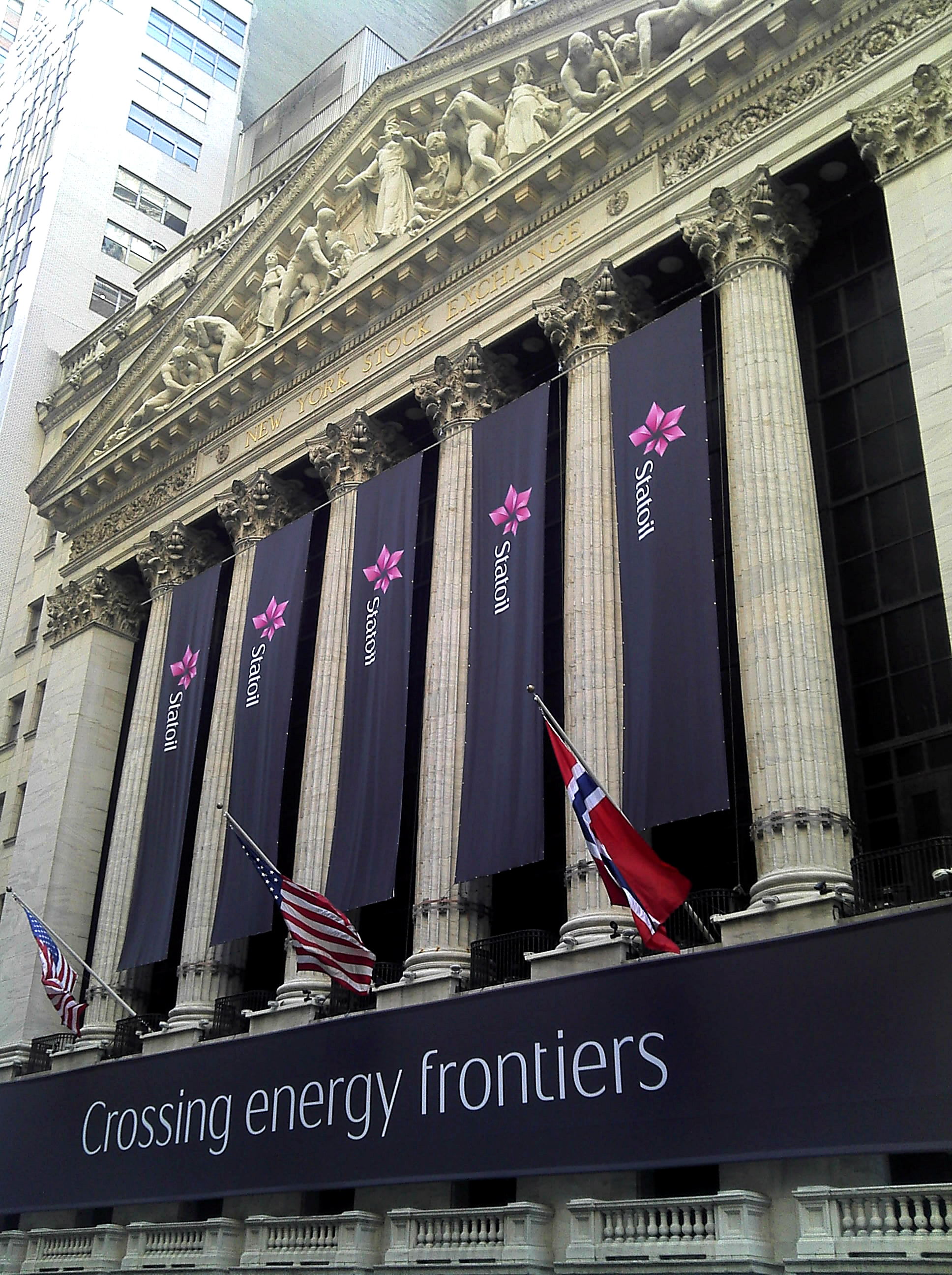
بازار بورس نیویورک، در ۲۰ ژوئن ۲۰۱۱، دهمین سالگرد حضور استات اویل، در بازار بورس نیویورک

اکوینور (به انگلیسی: Equinor) (به نام پیشین: استات اویل) (به انگلیسی: Statoil) شرکت نفت و گاز نروژی است، که در سال ۱۹۷۲ تأسیس شد و در سال ۲۰۰۷ پس از ادغام با بخش نفت و گاز شرکت نورسک هیدرو توسعه یافت.
بزرگ‌ترین سهامدار اکوینور دولت نروژ است. ۶۷ درصد از سهام این شرکت در مالکیت وزارت نفت و انرژی نروژ می‌باشد. استات اویل با تمرکز بر فعالیت‌های خود در بخش صنعت نفت، هم‌اکنون دارای عملیات در ۳۶ کشور جهان است.
در سال ۲۰۱۰ شرکت اکوینور در فهرست فورچون جهانی ۵۰۰ در رتبه سیزدهم از بزرگ‌ترین شرکت‌های نفتی جهان قرار گرفت. همچنین از نظر میزان سود و درآمد نیز به‌عنوان بزرگ‌ترین شرکت اروپای شمالی (که به منطقه نوردیک مشهور است) شناخته می‌شود.

## تاریخچه

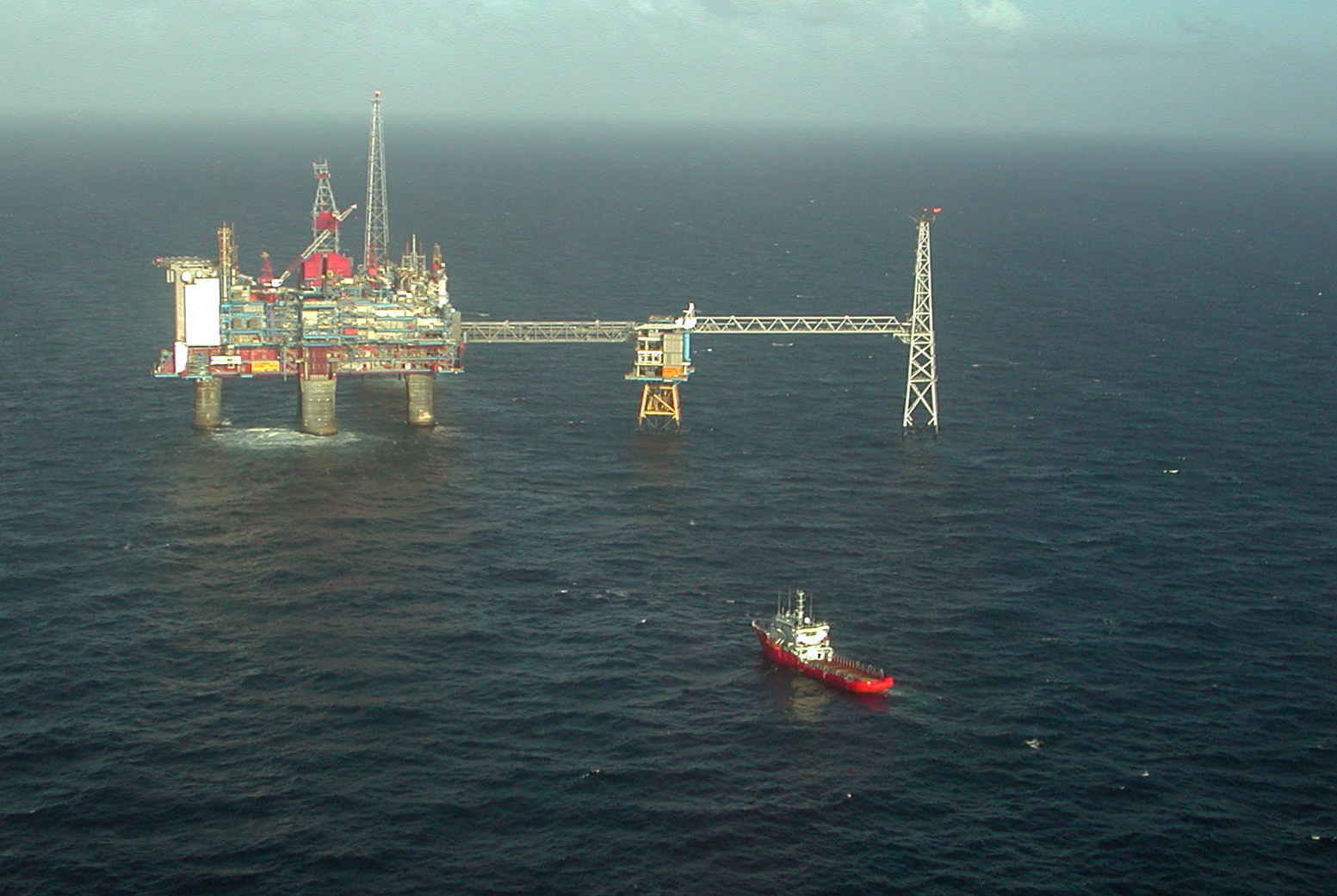
سکوهای نیمه‌شناور حفاری استات اویل، در میدان نفتی اسلیپنر در دریای شمال

شرکت نفتی استات اویل در سال ۱۹۷۲ و به‌دنبال کشف اولین میادین نفت و گاز نروژ، تأسیس شد. در ابتدا این شرکت کاملاً دولتی بود و با هدف فعالیت در حوزه‌های مختلف صنعت نفت و گاز، از جمله: اکتشاف، تولید، حمل‌ونقل، پالایش، بازاریابی و فروش محصولات نفتی کشور نروژ، آغاز بکار کرد.
با شروع فعالیت‌های نفت و گاز نروژ در دهه ۱۹۷۰ میلادی این شرکت به همراه دو شرکت نفتی بزرگ دیگر به نام‌های نورسک هیدرو و ساگا پترولیوم، کار خود را در میادین نفت و گاز این کشور آغاز کردند.
حضور هم‌زمان این سه شرکت، به‌همراه تعدادی از شرکت‌های نفتی خارجی در پروژه‌های صنعت نفت و گاز نروژ فعالیت‌های شرکت‌های نفت و گاز داخلی و خارجی را در نروژ به سمت رقابتی شدن سوق داد. وجود شرکت استات اویل به عنوان تنها شرکت داخلی فعال در توسعه میادین نفت و گاز نروژ، احتمال انحصاری شدن فعالیت‌های نفت و گاز این کشور را تقویت می‌کرد؛ لذا دولت با فعال ساختن دو شرکت دیگر نورسک هیدرو و ساگا پترولیوم، گام مهمی در زمینه‌سازی شکل‌گیری رقابت، در شرکت‌های نفت و گاز داخلی و رفع انحصار از فعالیت‌های نفتی در این کشور برداشت.
برای بررسی روند پیشرفت این شرکت بزرگ نفتی، می‌توان سه دوره تاریخی در نظر گرفت:

### دوره اول

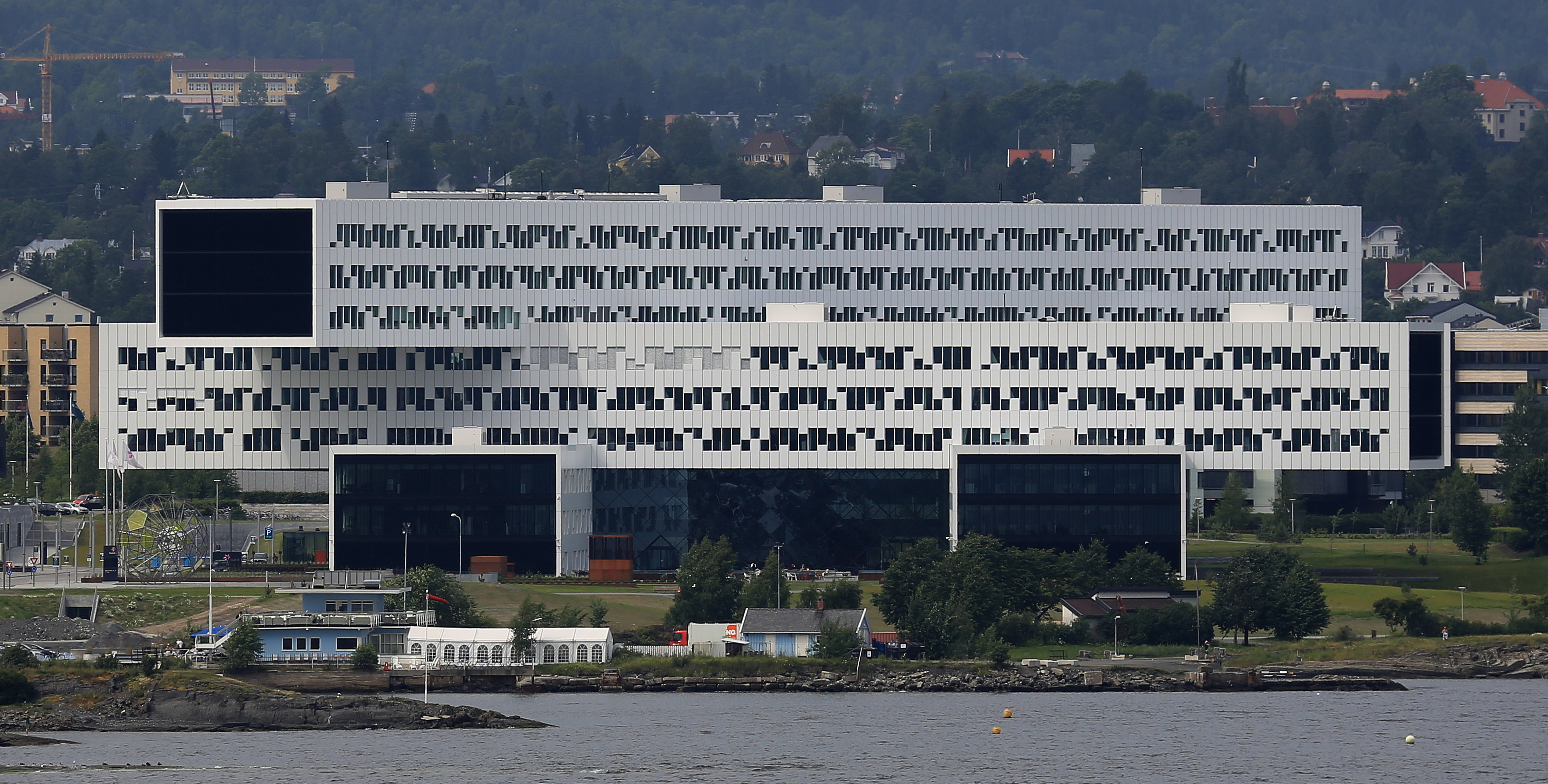
ساختمان اداری استات اویل، در حومه اوسلو

در این دوره ارتقای صنعت تأمین تجهیزات و خدمات و نیز بومی‌سازی عملیات توسعه میادین نفتی، به یکی از اهداف مهم سیاست داخلی این شرکت و کشور نروژ تبدیل شد. میادین نفت و گاز کشف شده در این دوره، که به پیش از سال ۱۹۸۶ بر می‌گردد، اکثراً در آب‌های کم عمق واقع شده بودند، که در عمل، تکنولوژی چندان پیچیده‌ای را نمی‌طلبید. جریان توسعه این میادین مسیر یادگیری فنی و سازمانی را برای بخش عملیاتی استات اویل و شرکت‌های بومی، فراهم آورد.

### دوره دوم

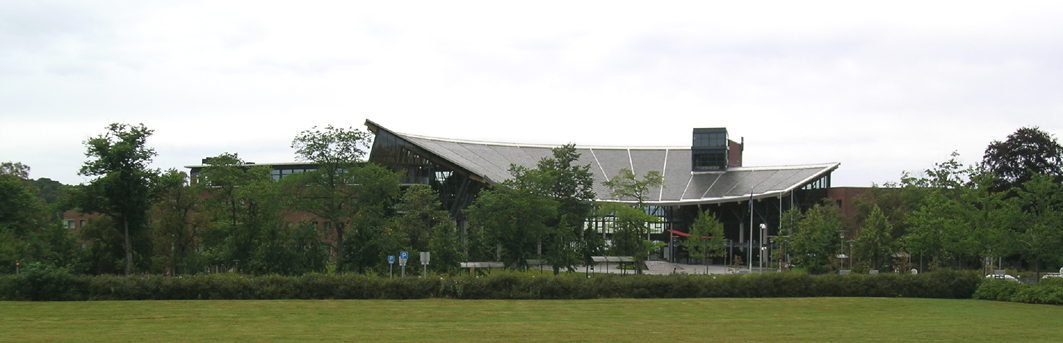
مرکز تحقیقاتی تروندهیم، متعلق به استات اویل

میادین نفت و گاز کشف شده در این دوره، که بین سال‌های ۱۹۸۶ تا ۱۹۸۹ مورد بررسی قرار گرفت، دارای دو ویژگی عمده می‌باشد: اولین مورد در ارتباط با پیشرفت تکنولوژیک و در نتیجه، امکان استفاده از گستره وسیع‌تری از تکنولوژی‌ها در این میدان‌ها بود و دومین مورد به حفظ و تثبیت جایگاه شرکت‌های نروژی به عنوان شرکت‌های عامل مربوط می‌شد، به گونه‌ای که استات اویل در سه مورد از هشت پروژه توسعه میادین نفتی نقش شرکت عامل را عهده‌دار بود و ساگا پترولیوم در جریان یکی از بزرگ‌ترین پروژه‌های توسعه در دریای شمال وارد عرصه گردید. اگر چه روش قدیمی استفاده از سکوهای بزرگ و یکپارچه در میادین بزرگ ادامه یافت، اما تکنولوژی‌های جدید در میادین کوچکتر مورد استفاده قرار گرفتند. با این وجود همچنان شرکت‌های نفتی و به ویژه استات اویل، بر استفاده از رویه‌های قدیمی و الگوهای تثبیت شده دهه‌های هفتاد و هشتاد اصرار می‌ورزیدند، که نتیجه آن، افزایش بی‌حد و حصر هزینه پروژه‌های توسعه میادین، در مقایسه با دیگر نقاط جهان و از دست دادن قدرت رقابت در بازار جهانی تولیدکنندگان انرژی بود.

### دوره سوم

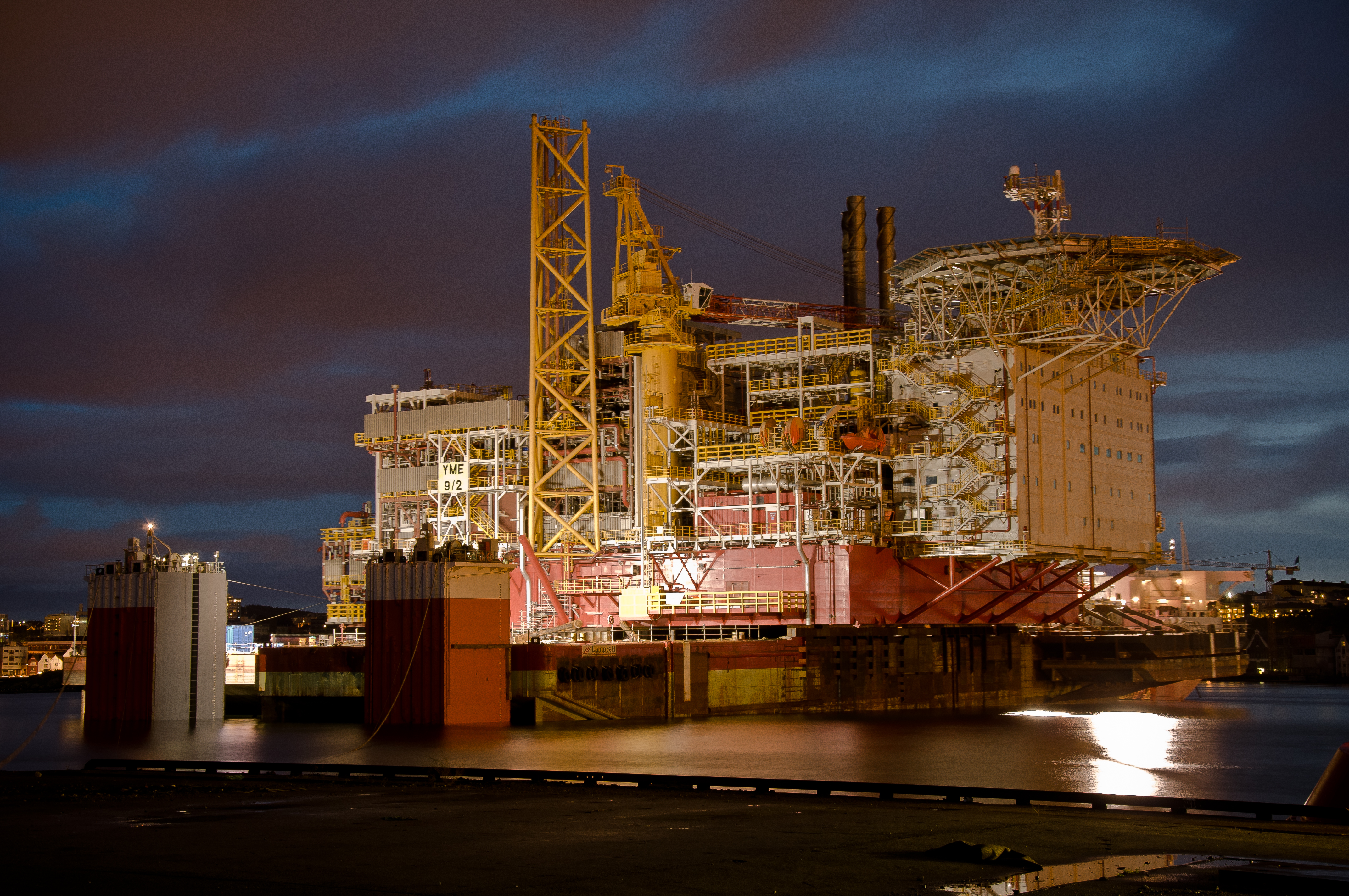
سکوی نیمه‌شناور حفاری آب‌های عمیق وای‌ام‌ای، بر روی کشتی سروانت۱، متعلق به استات اویل

شروع دهه ۱۹۹۰ میلادی با متزلزل شدن صنعت نفت نروژ همراه بود. بزرگ‌ترین میادین نفتی، مورد اکتشاف و بهره‌برداری قرار گرفته بودند، قیمت نفت در سطح پایینی تثبیت شده بود و رشد منابع نفتی کشف شده کاهش یافته بود. ناهماهنگی به وجود آمده میان روش نروژی توسعه میادین و شرایط میادین جدید در آغاز دهه ۱۹۹۰ مبدل به یک معضل بزرگ برای مسئولین دولتی و شرکت استات اویل گردید. به وضوح لازم بود که خط مشی تکنولوژی حاکم و نهایتاً نحوه همکاری میان دولت و شرکت‌های نفتی، دست‌خوش تحول عمیق شود، تا صنعت نفت نروژ مجدداً توان رقابت در عرصه بین‌المللی را بازیابد این عوامل زمینه‌ساز شکل‌گیری شرکت استات اویل هیدرو، با ادغام هر سه شرکت بزرگ فعال در صنایع نفت و گاز نروژ بود.

## شرکت‌های تشکیل‌دهنده
استات اویل کنونی، از مجموع سه شرکت نفتی نروژی، مشتق شده‌است، که عبارتند از:
- استات اویل آاس‌آ
- نورسک هیدرو
- ساگا پترولیوم

اما مهم‌ترین تغییر در تاریخ این شرکت، در اول اکتبر ۲۰۰۷ با ادغام استات اویل، با بخش نفت و گاز شرکت «نورسک هیدرو» پدید آمد. شرکت تازه تأسیس؛ «استات اویل هیدرو» نام گرفت. این شرکت جدید، از لحاظ وسعت و قدرت، نفوذ زیادی در صحنه بین‌المللی پیدا کرد. نام این شرکت، در اول نوامبر ۲۰۰۹ بار دیگر، به استات اویل تغییر یافت.

### استات اویل آاس‌آ

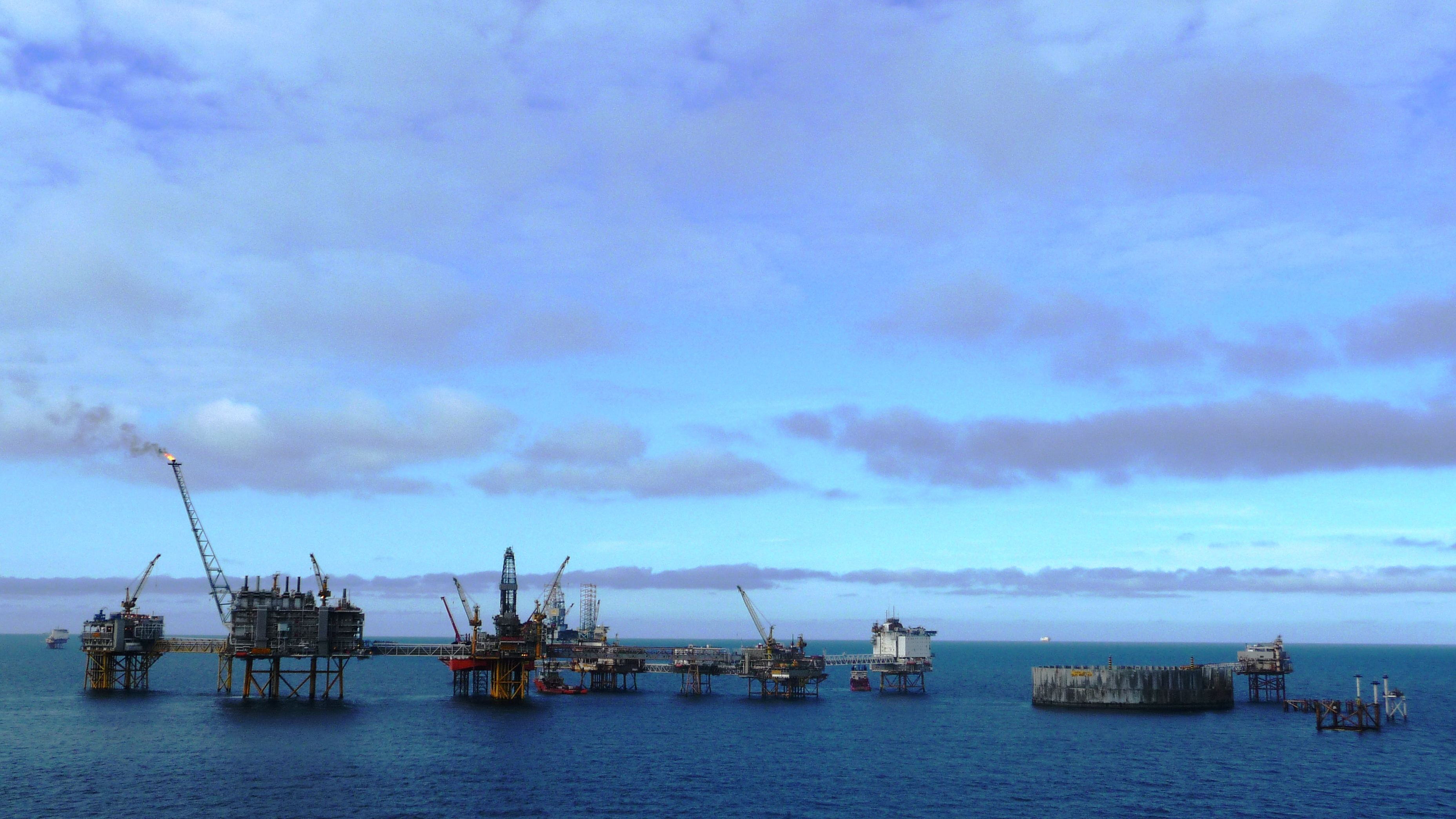
مجموعه اکوفیسک، متعلق به استات اویل، در میدان اکوفیسک نروژ

استات اویل آاس‌آ، (به انگلیسی: Statoil ASA) یا شرکت استات اویل با مسئولیت محدود، ابتدا در تاریخ ۱۴ ژوئیه ۱۹۷۲ به عنوان یک شرکت خصوصی با مسئولیت محدود و با مدیریت دولت نروژ تأسیس شد. در واقع استات اویل، به پیشنهاد پارلمان نروژ و با انگیزه مشارکت سیاسی، در صنعت نفت نروژ، در بخش فلات قاره این کشور و برای ایجاد پایه‌های صنعت نفت در نروژ، شکل گرفت. همچنین کسب شهرت و اعتبار در صنعت نفت و گاز جهان، به منظور ایجاد پایه‌های اصلی صنعت نفت بومی نیز، یکی دیگر از این دلایل بود.
در سال‌های نخست، مدیریت استات اویل، به وزیر صنعت نروژ و بعدها به وزیر نفت و انرژی این کشور محول شد. در مقابل، شرکت استات اویل، موظف به ارائه گزارش سالانه به مجلس نروژ، گردید.
استات اویل در سال ۱۹۷۳ فعالیت جدی خود را، با خرید سهام در صنایع پتروشیمی آغاز کرد، که این فعالیت‌ها به توسعه واحدهای «پتروشیمی رافسنس»، با همکاری شرکت «نورسک هیدرو» و «مانگستاد»، در سال ۱۹۸۰ میلادی منجر شد.
دو سال پس از تأسیس شرکت استات اویل، یعنی در سال ۱۹۷۴ میلادی؛ «میدان نفتی استاتفجورد»، در بخش نروژی دریای شمال کشف شد. در سال ۱۹۷۹ این میدان به بهره‌برداری رسید و در سال ۱۹۸۱ استات اویل، نخستین شرکت نروژی بود، که مسئولیت اداره یک میدان نفتی، واقع در گالفاکس در دریای شمال را برعهده می‌گرفت.
در دهه ۱۹۸۰ میلادی، شرکت استات اویل، در راستای تبدیل شدن به یک شرکت نفتی بزرگ، اولین جایگاه پمپ بنزین خود را، تحت برند استات اویل و در نروژ، راه‌اندازی کرد.
سپس در سال ۱۹۸۵ پمپ بنزین‌هایی، در سوئد و دانمارک را از شرکت اسو خریداری نمود. در ۱۹۹۲ چند جایگاه پمپ بنزین دیگر را، در ایرلند از بی‌پی و در اواسط دهه ۱۹۹۰ میلادی نیز، از کونوکو فیلیپس خریداری کرد. در سال ۲۰۰۶ استات اویل تعدادی از پمپ بنزین‌های خود را، با سود فراوان به توپاز اویل واگذار نمود.
همچنین در اواخر دهه ۱۹۹۰ میلادی نیز شبکه‌ای از پمپ بنزین‌ها را، در شرق اروپا تأسیس کرد. این شرکت در سال ۲۰۰۱ میلادی به یک شرکت خصوصی محدود تبدیل شد و در فهرست بازار بورس اسلو و نیز بازار بورس نیویورک قرار گرفت.

### نورسک هیدرو

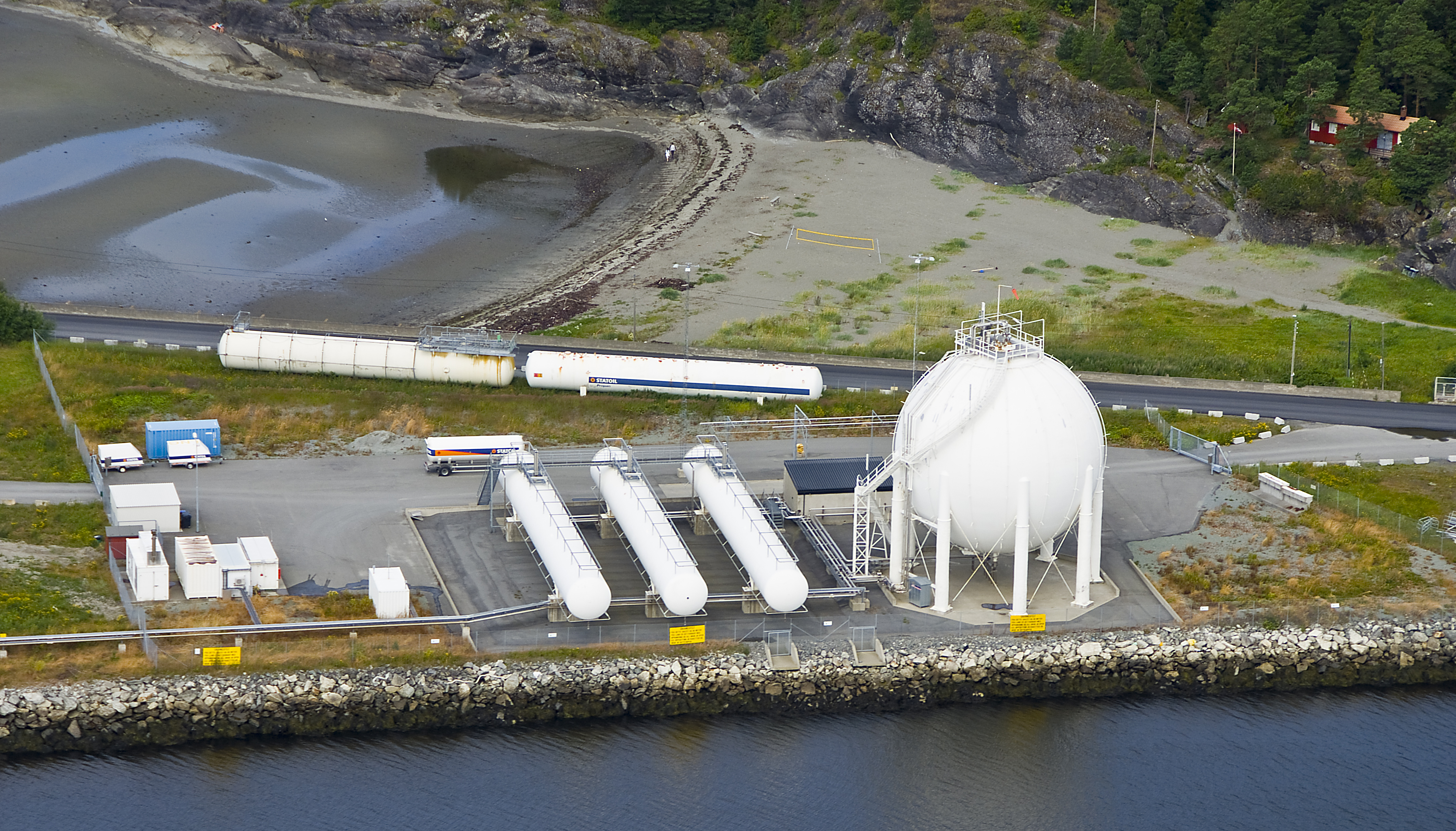
مخازن نفت استات اویل

نورسک هیدرو، (به انگلیسی: Norsk Hydro) شرکت نروژی تولیدکننده آلومینیم و انرژی‌های تجدیدپذیر است. این شرکت در حال حاضر، چهارمین تولیدکننده آلومینیم در جهان است، همچنین در ۴۰ کشور دنیا، دارای شعبه می‌باشد.
پیشینه فعالیت‌های نفتی شرکت نورسک هیدرو، به اواسط دهه ۱۹۶۰ میلادی بازمی‌گردد، زمانی‌که این شرکت، در سال ۱۹۶۵ موفق شد، حق امتیاز اکتشاف نفت، در میدان عظیم اکوفیسک واقع در دریای شمال را دریافت نماید. در سال ۱۹۶۹ «شرکت نفت و گاز هیدرو» توسط نورسک هیدرو، تأسیس شد.
در طول سه دهه بعدی، شرکت نفت و گاز هیدرو همچنان به عنوان یک شرکت تابعه از نورسک هیدرو، فعالیت خود را توسعه و ادامه داد، سپس در اول اکتبر ۲۰۰۷ با شرکت استات اویل ادغام شد. شرکت تازه تأسیس؛ «استات اویل هیدرو» نام گرفت. این شرکت جدید، از لحاظ وسعت و قدرت، نفوذ زیادی در صحنه بین‌المللی پیدا کرد.
در شرکت جدید، سهامداران نورسک هیدرو ۳۲٫۷٪ درصد و سهامداران استات اویل ۶۷٫۳٪ درصد از کل سهام را در اختیار دارند. هر یک از سهامداران هیدرو در ازای هر سهم خود، در شرکت قبلی، معادل ۰٫۸۶۲۲ سهم در شرکت جدید دریافت نمودند و در ضمن همچنان به عنوان صاحبان «نورسک هیدرو»، به فعالیت‌های خود، در صنایع دیگر، ادامه دادند. بخش اعظم فعالیت‌های شرکت نورسک هیدرو، در صنعت معدن بوده و در هنگام ادغام، از مجموع ۲۰٫۰۰۰ کارمند این شرکت، در حدود ۵٫۰۰۰ نفر، در بخش نفت و گاز اشتغال داشتند، که به همراه کلیه تجهیزات این بخش، با شرکت استات اویل، ادغام شد.
شرکت‌های استات اویل و نورسک هیدرو، نقش عمده‌ای در توسعه صنعت نفت نروژ، ایفا کرده‌اند و این کشور را، به یکی از کشورهای مدرن جهان تبدیل نمودند. امروزه نروژ یکی از تولیدکنندگان عمده نفت و گاز جهان و دارنده آزمایشگاه‌های پیشرفته، برای توسعه فناوری‌های نو در صنعت نفت جهان، به‌شمار می‌رود.

### ساگا پترولیوم

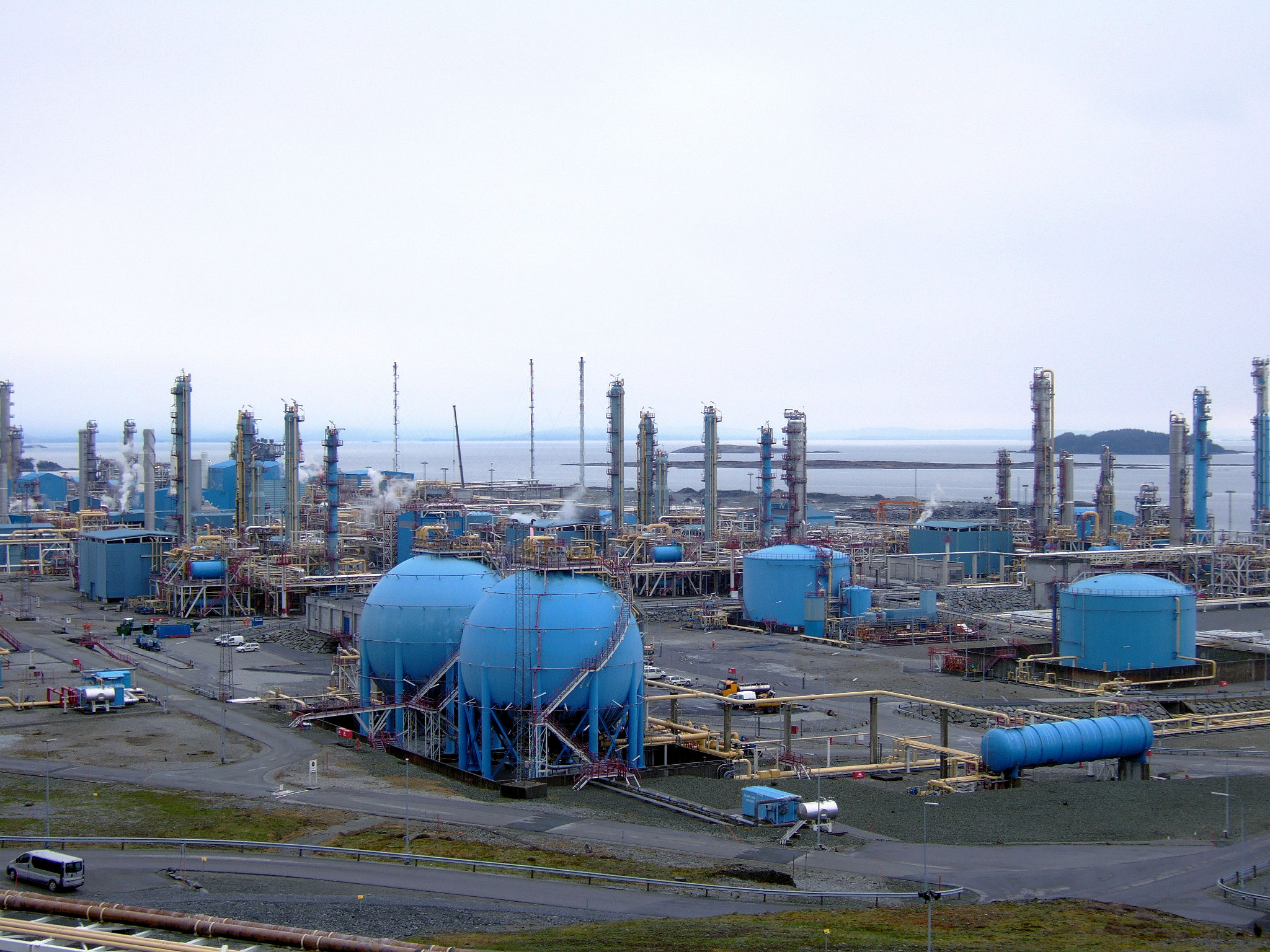
پالایشگاه گاز کارستو، نروژ (متعلق به استات اویل)

ساگا پترولیوم، (به انگلیسی: Saga Petroleum) شرکت نفتی نروژی است، که در بخش بالادستی صنعت نفت فعالیت می‌نمود.
این شرکت، در سال ۱۹۷۲ تأسیس شد، سپس در سال ۱۹۹۹، شرکت «نورسک هیدرو» آن را خریداری کرد و در سال ۲۰۰۷ که نورسک هیدرو و استات اویل ادغام شدند، ساگا پترولیوم نیز، به استات اویل، ضمیمه شد.
ساگا پترولیوم، تا پیش از منحل شدن در سال ۱۹۹۹، تنها شرکت خصوصی در صنعت نفت نروژ بود، که دارای مالکیت نسبی، در ۶۰ میدان نفتی بوده و در ۱۸ میدان نفتی دیگر نیز، به عنوان اپراتور فعالیت می‌کرد…
این شرکت، در حوزه فعالیت‌های بین‌المللی، دارای عملیات عمده؛ در فلات قاره انگلیس، آنگولا، اندونزی، لیبی و نامیبیا بود.

## بخش بالادستی

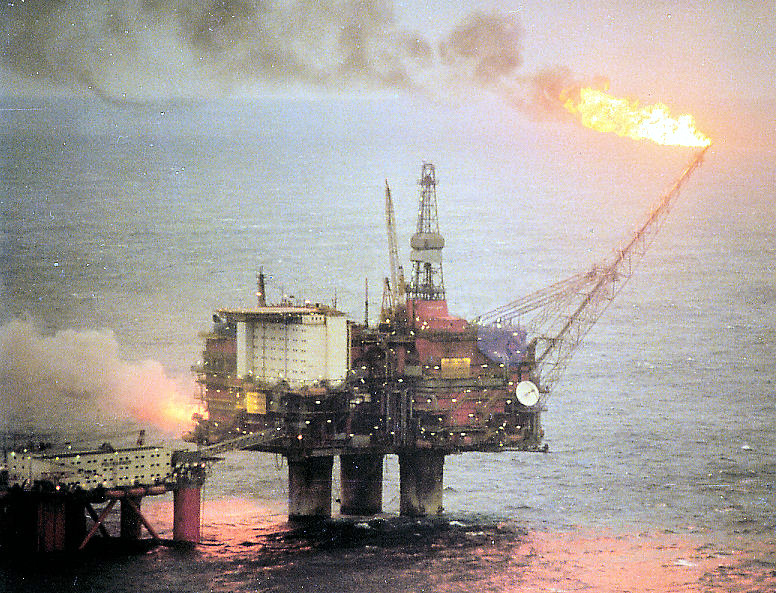
پلت‌فرم استات اویل، در بخش نروژی دریای شمال

استات اویل، بزرگ‌ترین تولیدکننده و شرکت نفتی نروژی می‌باشد، که حدود ۶۰٪ درصد از نفت نروژ را تولید می‌نماید. این شرکت در زمینه‌های نفت و گاز در کشورهای زیادی فعال می‌باشد، که عبارتند از: الجزایر، آنگولا، جمهوری آذربایجان، برزیل، کانادا، چین، لیبی، نیجریه، روسیه، ایالات متحده و ونزوئلا.
استات اویل دارای دفاتر و شعبه‌های زیادی در کشورهای مختلف می‌باشد، که به دنبال سرمایه‌گذاری در آن کشورها پدید آمده‌اند. دفاتر اصلی بین‌المللی این شرکت، در کشورهای مکزیک، قطر و امارات متحده عربی قرار دارند.
بخش اکتشاف و زمین‌شناسی این شرکت، در شعب استات اویل، در کشورهای بلژیک، دانمارک، فرانسه و آلمان فعال می‌باشند.

### اکتشاف و تولید

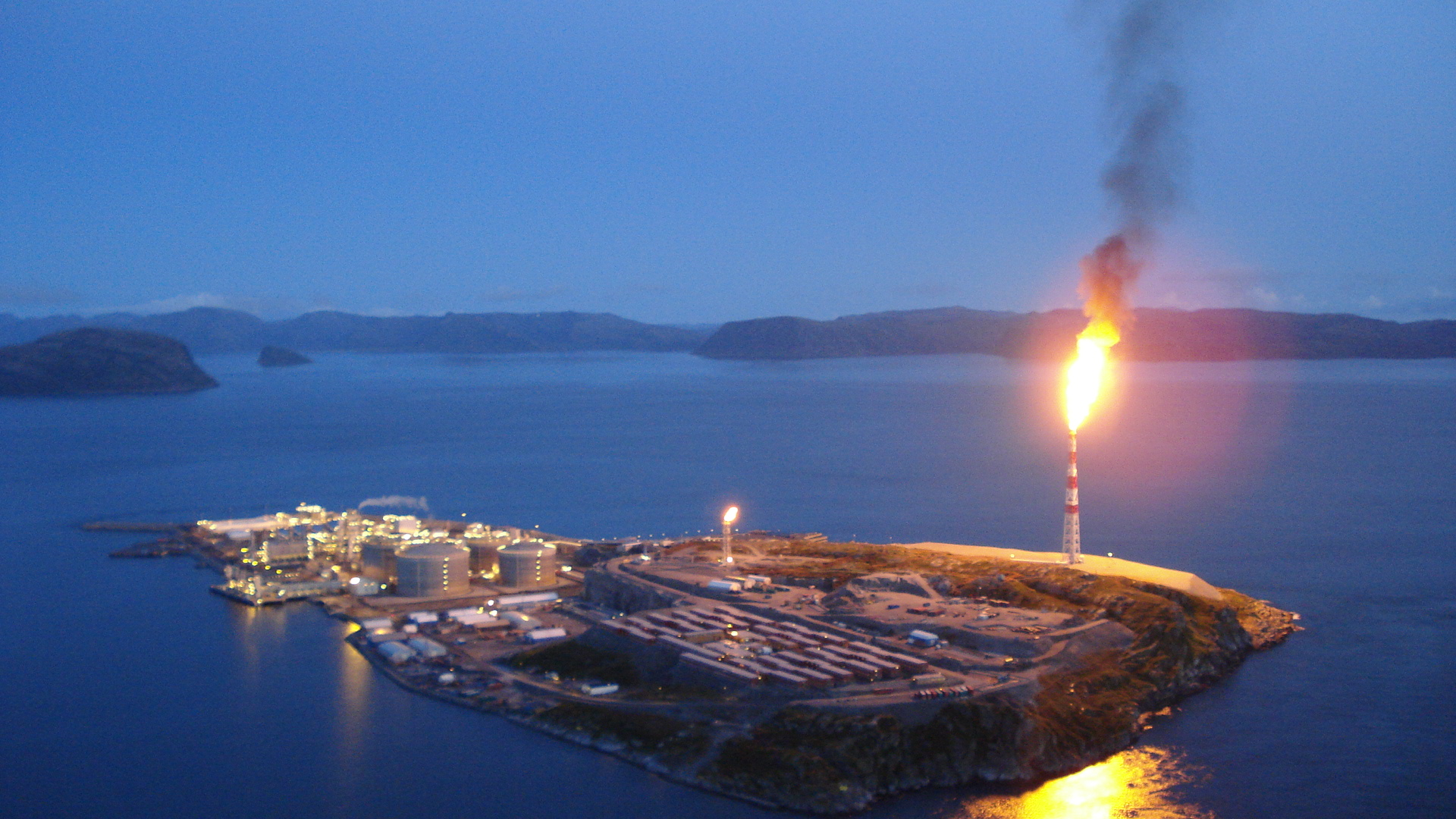
جزیره ملکویا، واقع در سواحل نروژ، در نزدیکی شهر از هامرفست، نروژ

با توجه به این که سوخت‌های فسیلی برای سال‌های زیادی به عنوان منبع اصلی تأمین انرژی جهان، مورد استفاده قرار می‌گیرد، لذا شرکت استات اویل توجه خود را روی خلق نوآوری در بخش اکتشاف و تولید نفت و گاز متمرکز کرده‌است…
فعالیت‌های شرکت استات اویل، در بخش اکتشاف و تولید، به چندین حوزه از جمله اداره میدان‌های نفت و گاز در نروژ، مشارکت در اداره دیگر پروژه‌های نفتی واقع در حوزه‌های بخش نروژی دریای شمال (غرب و جنوب غربی نروژ)، دریای نروژ و دریای بارنتز، حضور در پروژه‌های بین‌المللی نفت و گاز در سراسر جهان، اکتشاف نفت و گاز در حوزه‌های جدید و سرانجام، اجرای عملیات نگهداری در میدان‌های نفت و گاز تقسیم‌بندی کرده‌است.
میدان‌های تحت مدیریت شرکت استات اویل در نروژ، در چهار منطقه واقع شده‌است:
- دریای نروژ
- بخش نروژی، غربی دریای شمال
- بخش نروژی، جنوب غربی دریای شمال
- دریای بارنتز

شرکت استات اویل، در بسیاری از پروژه‌های بین‌المللی اکتشاف، تولید و توسعه ذخایر نفت و گاز، در کشورهای مختلف، فعالیت می‌کند. این کشورها، عبارتند از:
- کانادا: فعالیت در دو بخش فلات قاره و ذخایر ماسه‌های نفتی
- ایالات متحده آمریکا: تولید از ذخایر نفت و گاز خلیج مکزیک
- کوبا
- ونزوئلا
- مکزیک
- برزیل
- جمهوری ایرلند
- انگلستان
- الجزایر
- لیبی
- مصر
- نیجریه
- آنگولا
- موزامبیک
- تانزانیا
- روسیه
- جمهوری آذربایجان
- گرجستان
- هند
- عراق
- ترکیه
- ایران: مجری طرح توسعه فازهای ۶، ۷ و ۸ پارس جنوبی
- چین
- اندونزی

### اکتشاف نفت در نواحی جدید

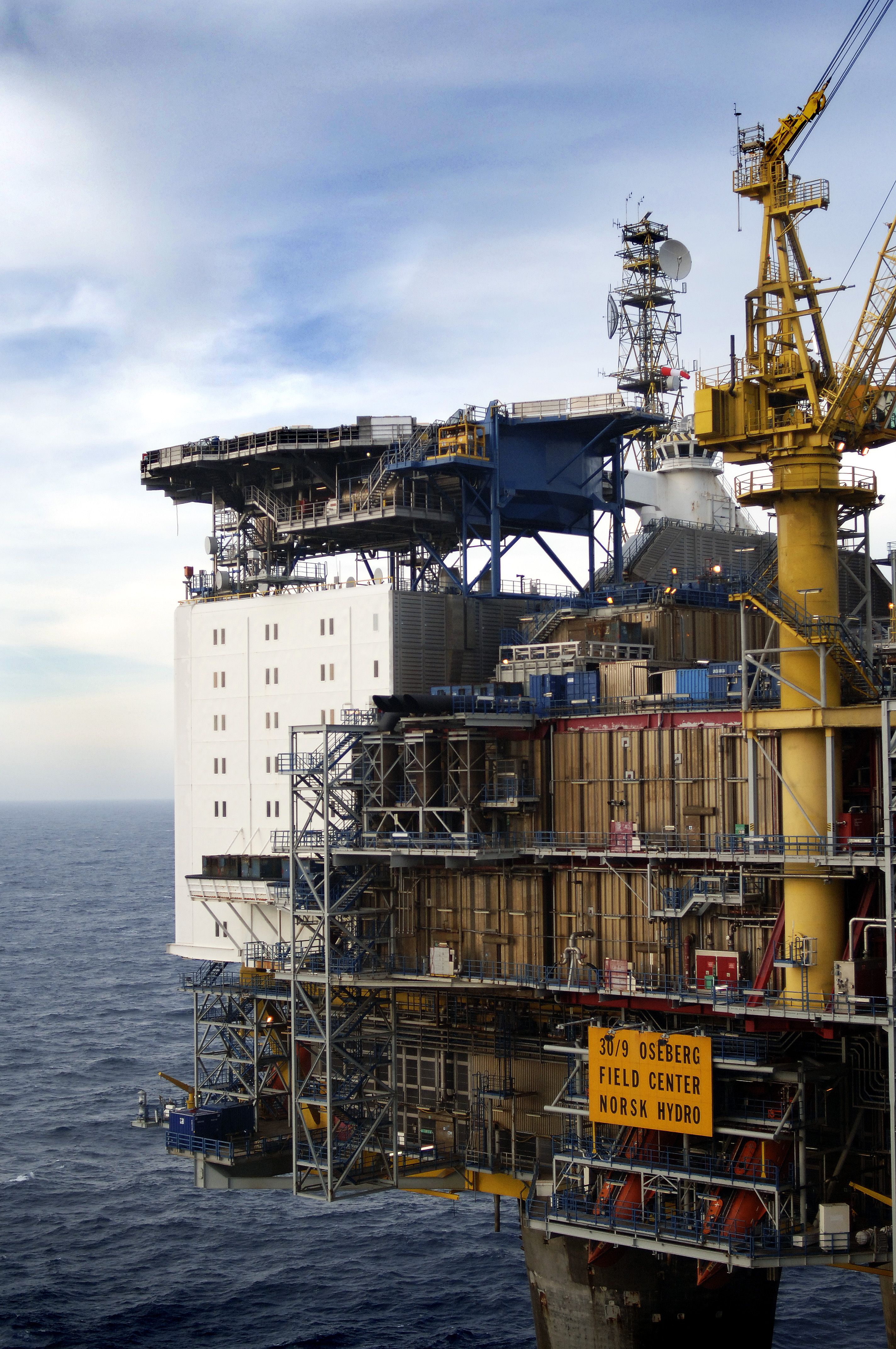
سکوی حفاری استات اویل، در میدان نفتی اوزبرگ، در نزدیکی شهر برگن نروژ

شرکت استات اویل همواره تضمین امنیت عرضه انرژی را یکی از وظایف اصلی خود می‌داند. مسئولان این شرکت بر این باورند، که با وجود این که ما در حال کشف ذخایر جدید در نروژ هستیم، اما این ذخایر جدید نمی‌تواند جایگزین افت تولید میدان‌های نفتی قدیمی شود.
تولید نفت در نروژ از سال ۲۰۰۰ تاکنون با ۳۰٪ درصد افت همراه بوده‌است و انتظار می‌رود، مجموع تولید نفت و گاز این کشور از سال ۲۰۱۵ روندی کاهشی داشته باشد. اداره نفت و گاز نروژ برآورد کرده‌است، که تاکنون تنها ۴۰٪ درصد از ذخایر نفت و گاز نروژ برداشت شده و کم و بیش ذخایر نفت و گاز این کشور، در سه حوزه دریایی (دریای شمال، دریای نروژ، دریای بارنتز) به‌طور مساوی تقسیم شده‌است.
در حوزه دریای شمال، نیمی از ذخایر برداشت شده‌اند، در دریای نروژ، کمتر از یک چهارم برداشت شده و در دریای بارنتز، تازه برداشت از ذخایر نفت و گاز آغاز شده‌است. اداره نفت و گاز نروژ برآورد کرده‌است، که در مدت ۲۰ سال، ۴۰٪ درصد از تولید نفت و گاز نروژ از ذخایری که همچنان کشف نشده‌اند، برداشت می‌شود.
از سال ۱۹۹۴ تاکنون، هیچ حوضه جدید نفتی در نروژ کشف نشده‌است و استات اویل معتقد است، که می‌توانند در نواحی که تاکنون کشفی صورت نگرفته‌است، به ذخایر نفت و گاز دست یابند. استات اویل پیش‌بینی کرده‌است، که در بخش‌های فلات قاره مناطق لوفوتن و وسترالن که بخش‌هایی از نواحی نوردلند ۶، نوردلند ۷ و ترومس ۳ هستند، می‌توان به ذخایر نفت و گاز جدید، دست یافت.
به‌طور کلی منطقه شمال دور در نروژ یکی از مناطقی است، که تاکنون عملیات اکتشاف نفت و گاز در آن صورت نگرفته، که در سال ۲۰۰۹ شرکت استات اویل، گروهی را برای مطالعه و بررسی اکتشاف نفت و گاز در مناطق شمالی مأمور کرد. آغاز مطالعات و بررسی‌ها دربارهٔ اکتشاف نفت در منطقه شمالگان و قطب، یکی از راهبردهای جدید شرکت استات اویل برای انجام فعالیت‌های مستمر اکتشاف و برداشت نفت و گاز در این نواحی، به‌شمار می‌رود.

### پروژه‌های فلات قاره نروژ
شرکت استات اویل در نظر دارد، به منظور افزایش میزان تولید و همچنین بررسی نکات ایمنی، عملیات نگهداری در برخی از میدان‌های نفت و گاز خود را آغاز کند، کار در این میدان‌ها برای مدت کوتاهی متوقف می‌شود و این کار از "میدان نفتی ترول ۲"، آغاز خواهد شد.
استات اویل به منظور حفظ ایمنی و بهره‌وری در تولید، عملیات نگهداری، اصلاحات و بازبینی‌های لازم در میدان‌های نفتی خود را آغاز می‌کند. هدف از انجام این کار ایمن ساختن سکوهای نفتی، افزایش طول عمر آن‌ها و رشد تولید در این پروژه هاست.

### تولید و عرضه گاز طبیعی

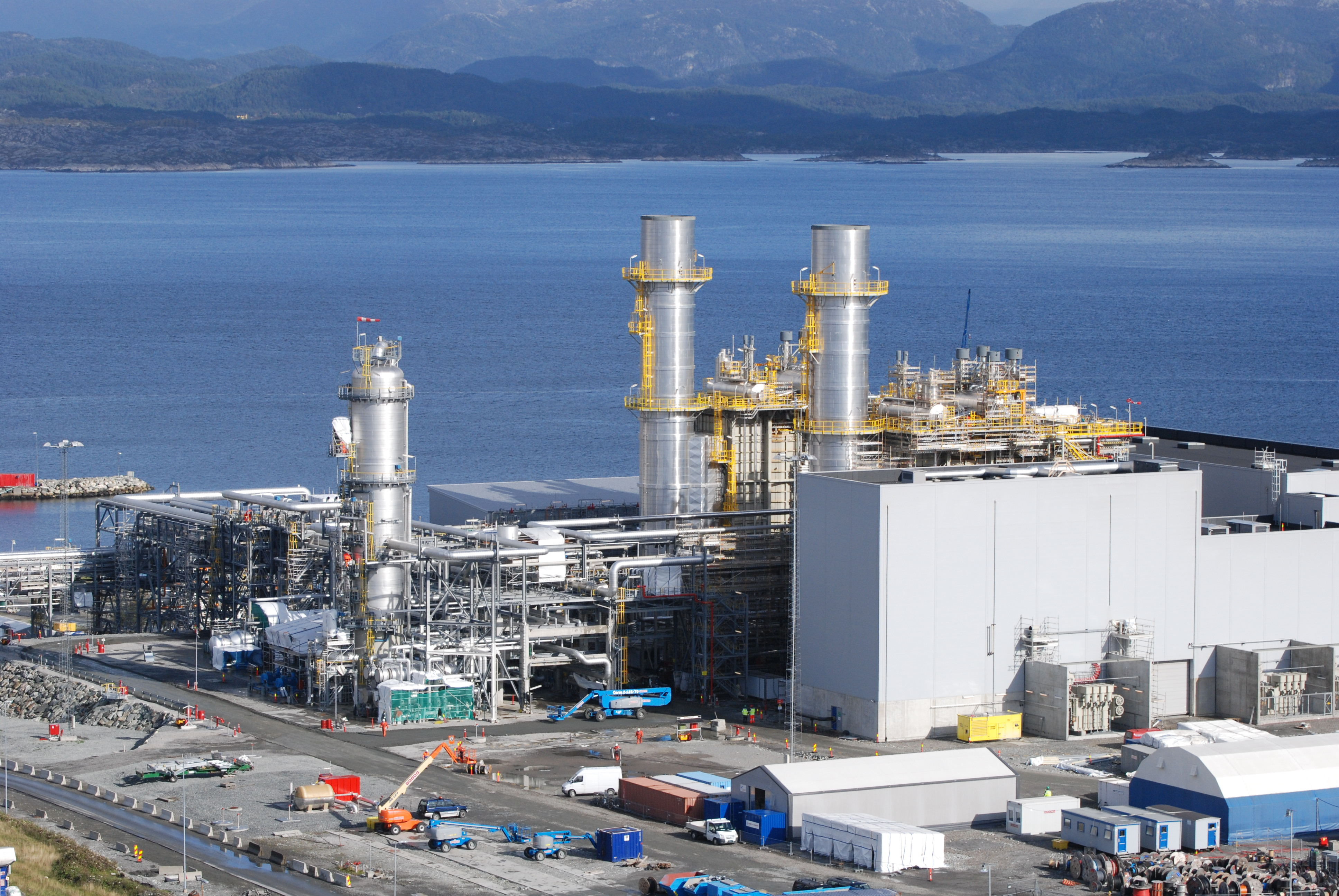
نیروگاه گازی استات اویل، در نروژ

کمپانی استات اویل یکی از عرضه‌کنندگان قابل اطمینان و طولانی مدت گاز طبیعی به‌شمار می‌رود، به‌طوری‌که در برخی از بازارهای دنیا موقعیت خوبی دارد.
این شرکت، با دارا بودن ۱۴٪ درصد از مجموع سهم بازارهای گاز اروپا، دومین تأمین‌کننده گاز طبیعی این قاره و ششمین تأمین‌کننده بزرگ گاز جهان به‌شمار می‌رود، این شرکت همچنین ۷۵٪ درصد بازاریابی گاز نروژ را نیز، برعهده دارد.
استات اویل همچنین مسئولیت اداره فنی بخش عمده‌ای از لوله‌های صادارت گاز و واحدهای فرآوری گاز و تأسیسات سیستم انتقال گاز نروژ را نیز بر عهده دارد. در حدود ۳۰ سال از انتقال گاز طبیعی نروژ به بازارهای اروپایی می‌گذرد. انتقال گاز از طریق خطوط لوله و پایانه‌های موجود در انگلستان، آلمان، بلژیک و فرانسه صورت می‌گیرد.
این کمپانی، همچنین با برداشت گاز از «میدان گازی اسنوهویت» واقع در دریای بارنتز، گاز طبیعی مایع شده (ال‌ان‌جی) نیز، به بازارهای جهانی صادر می‌کند.
با توجه به افزایش روزافزون تقاضای نفت در جهان، استات اویل به دنبال افزایش نقش خود، در بازارهای جهانی گاز و حضور در پروژه‌های بین‌المللی از جمله آمریکا، حوزه دریای خزر، شمال آفریقا و روسیه است.

### نهاد تدارکات

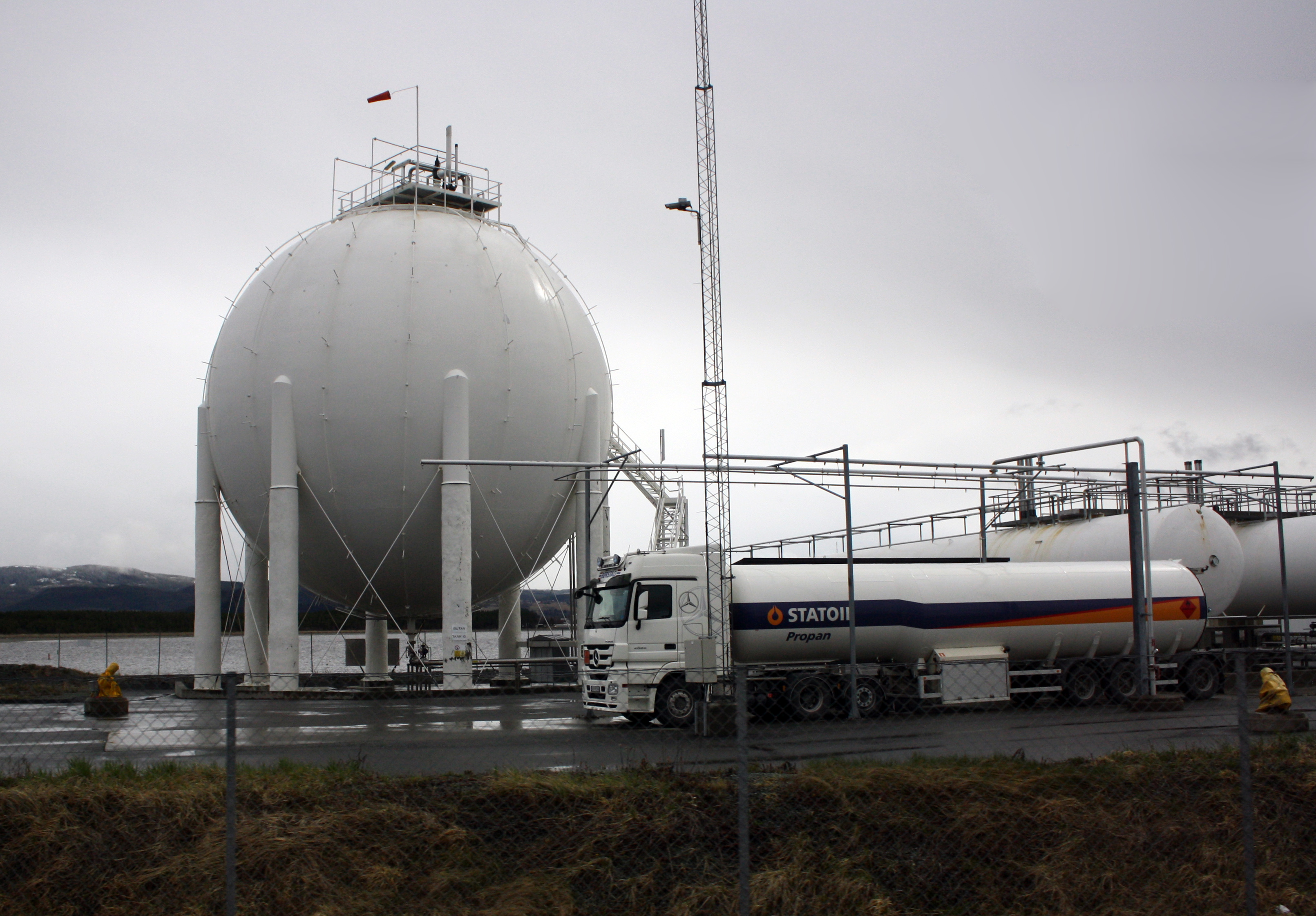
مخازن نگهداری بنزین استات اویل، در استوردان، نروژ

شرکت استات اویل تجهیزات خود را تنها از عرضه‌کنندگانی که فعالیت‌هایشان مطابق با ارزش‌ها و قوانین اچ‌اس‌ای، استانداردهای اخلاقی و مسئولیت‌های اجتماعی است، خریداری می‌کند.
این کمپانی، به منظور کنترل و مدیریت مؤثر، اصول تقسیم‌بندی نقش‌ها و مسئولیت‌ها، بین خط مدیریت و بخش تدارکات را، تعیین کرده‌است. خط مدیریت مسئولیت برنامه‌ریزی تقاضا، اختصاص تخصص‌های فنی و عملیاتی و همچنین تأیید عرضه‌کنندگانی که از سوی نهاد تدارکات پیشنهاد شده‌اند، برعهده دارد.
بخش تدارکات، تنها می‌تواند با عرضه‌کنندگان به نمایندگی از شرکت استات اویل، توافقنامه امضا کند. این بخش نیز مسئول هماهنگی فعال، برنامه‌ریزی و اجرای تدارکات، به نمایندگی از بخش مدیریت شرکت استات اویل است.
شرکت استات اویل بخش تدارکات خود را، به پنج حوزه تقسیم‌بندی کرده‌است. این حوزه‌ها مدیریت ۵۵ زیرمجموعه را، که نیازهای خدماتی و کالاهای مورد نیاز شرکت را تأمین می‌کنند، بر عهده دارد.
مراحل نهاد تدارکاتی شرکت استات اویل به بخش‌های حفاری و چاه، انرژی و خرده‌فروشی، پشتیبانی تجاری، عملیات، نگهداری و پروژه‌ها تقسیم‌بندی می‌شود.

### بخش حفاری و چاه
این بخش شامل مراحل اکتشاف، اجرا و انجام پروژه‌ها و تولید می‌باشد و مسئولیت‌های تدارکاتی زیر را بر عهده دارد:
- حفاری سیار
- خدمات حفاری سکوهای ثابت
- دکل‌های حفاری در خشکی
- خدمات چاه
- خدمات حفاری

## بخش پایین دستی

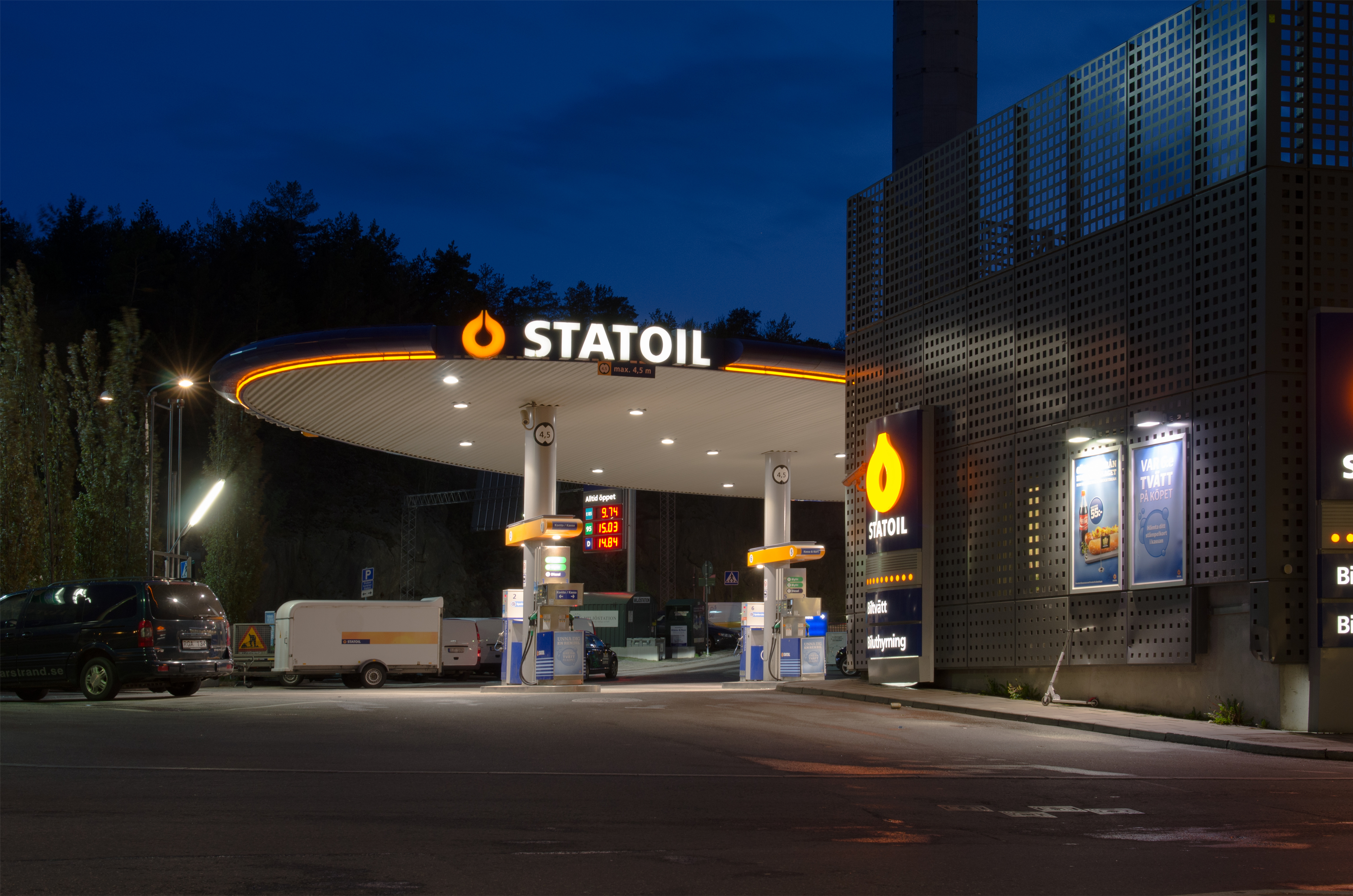
پمپ بنزین استات اویل، در استکهلم، سوئد

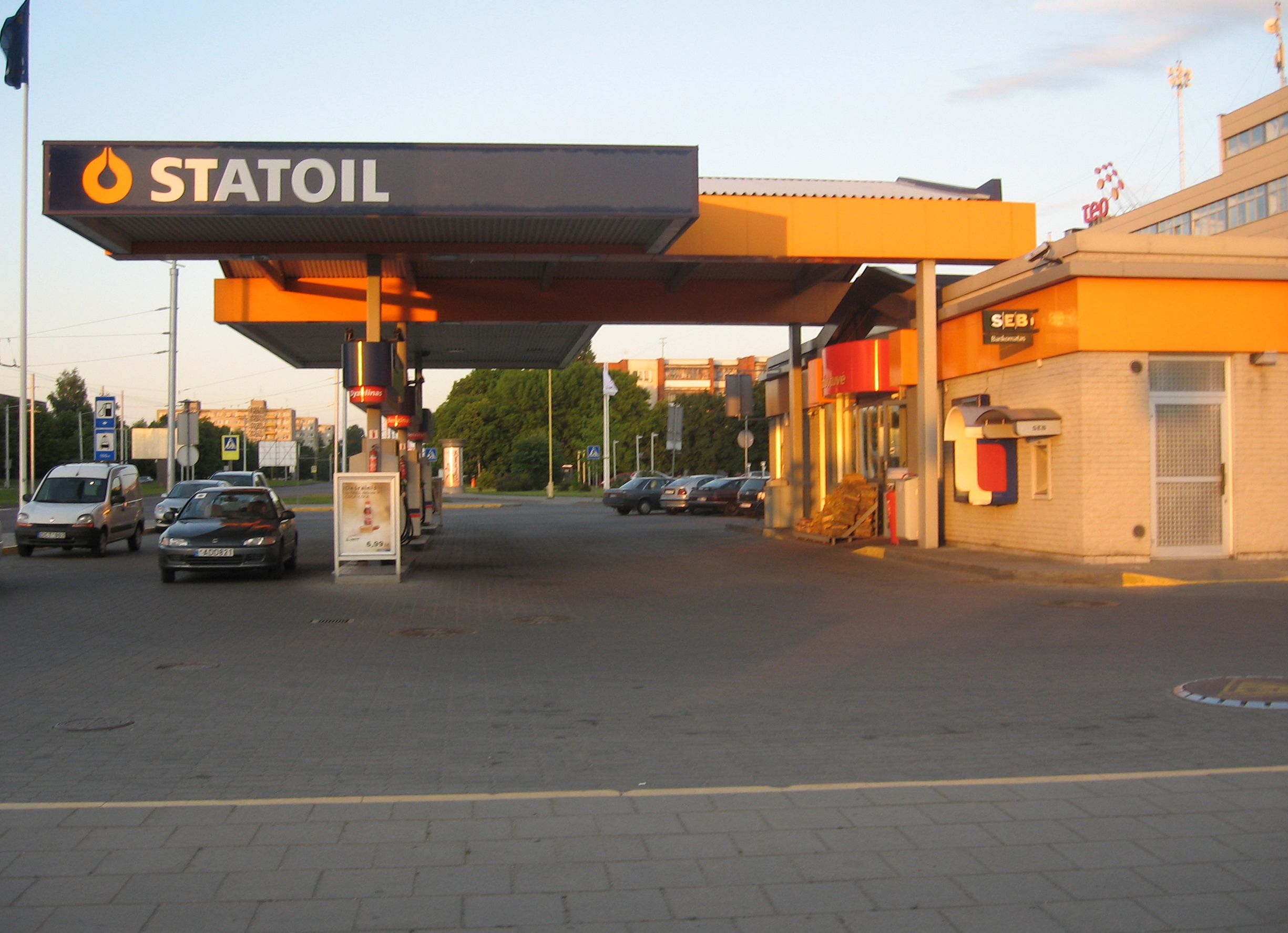
پمپ بنزین استات اویل، در کاوناس لیتوانی

بخش پایین‌دستی استات اویل، مسئول تدارکات تمام فعالیت‌های مربوط به صنایع پایین‌دستی شرکت استات اویل می‌شود. فعالیت‌های پایین‌دستی این شرکت، کشورهای نروژ، سوئد، دانمارک، لهستان، لیتوانی، لتونی، استونی و روسیه را شامل می‌شود.
این بخش از شرکت استات اویل در تمامی این کشورها، شعبه دارد و مسئولیت‌های زیر، برعهده این بخش می‌باشد:
- سوخت و روغن‌های مربوط به بخش حمل و نقل
- ذخیره‌سازی سوخت و روغن‌ها
- مواد خام و کالاهای اساسی
- غذا و نوشیدنی‌ها
- رویدادها و برگزاری نمایشگاه‌ها
- بخش‌های تحقیقات بازاریابی
- رسانه‌ها
- ساخت بناها و و ملزومات خارج از ساختمان‌های اداری
- تأمین ملزومات اداری
- تجهیزات ایستگاه‌های خدمات‌رسانی و ارائه خدمات

### جایگاه‌های سوخت
شرکت استات اویل در زمینه جایگاه‌های سوخت خود، با سه برند مختلف فعالیت می‌نماید؛ که عبارتند از:
- پمپ بنزین‌های استات اویل
- پمپ بنزین‌های هیدرو
- پمپ بنزین‌های ۳-۲-۱
- پمپ بنزین‌های توپاز

#### پمپ بنزین‌های استات اویل

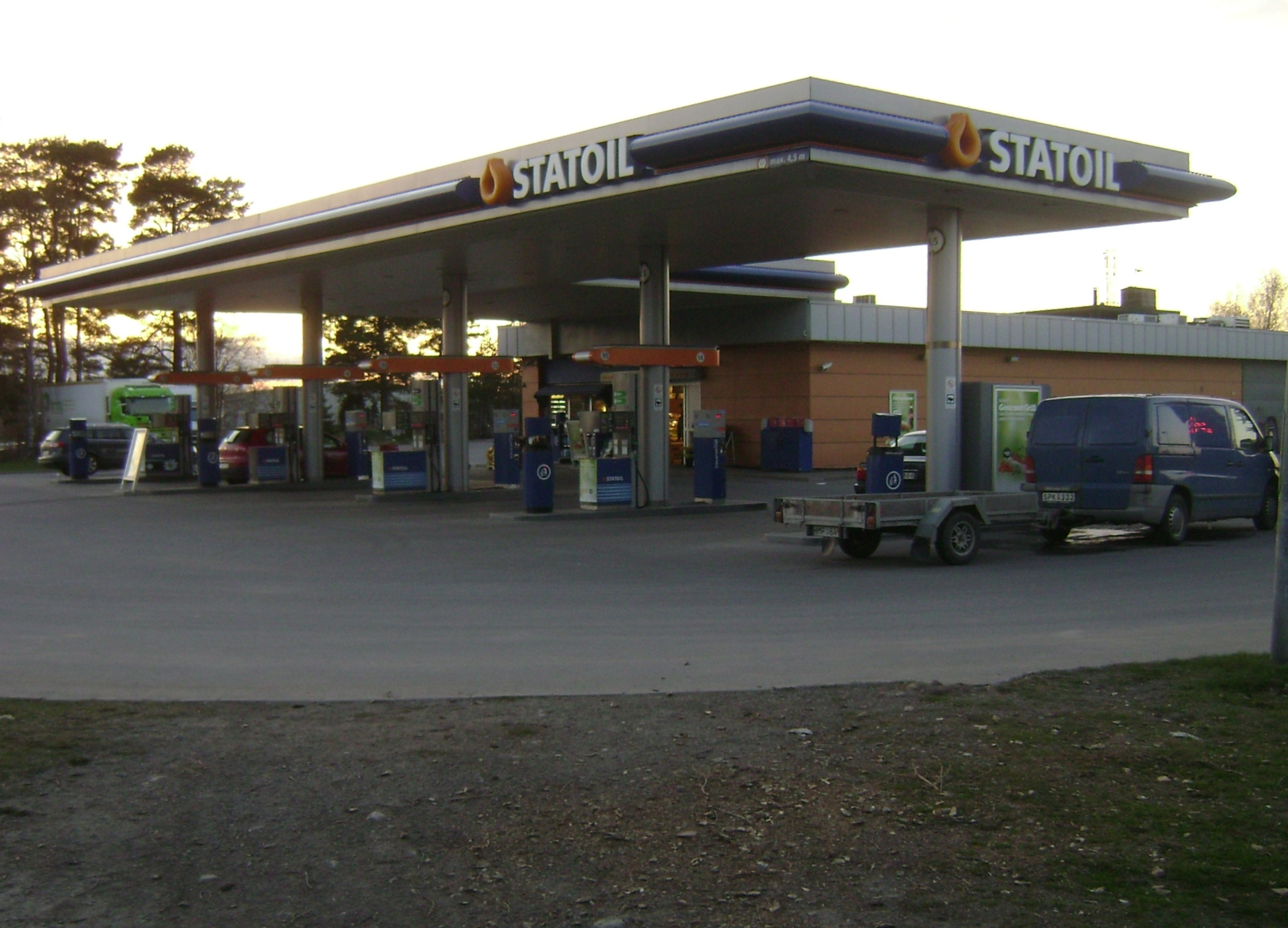
پمپ بنزین استات اویل در استکهلم، سوئد

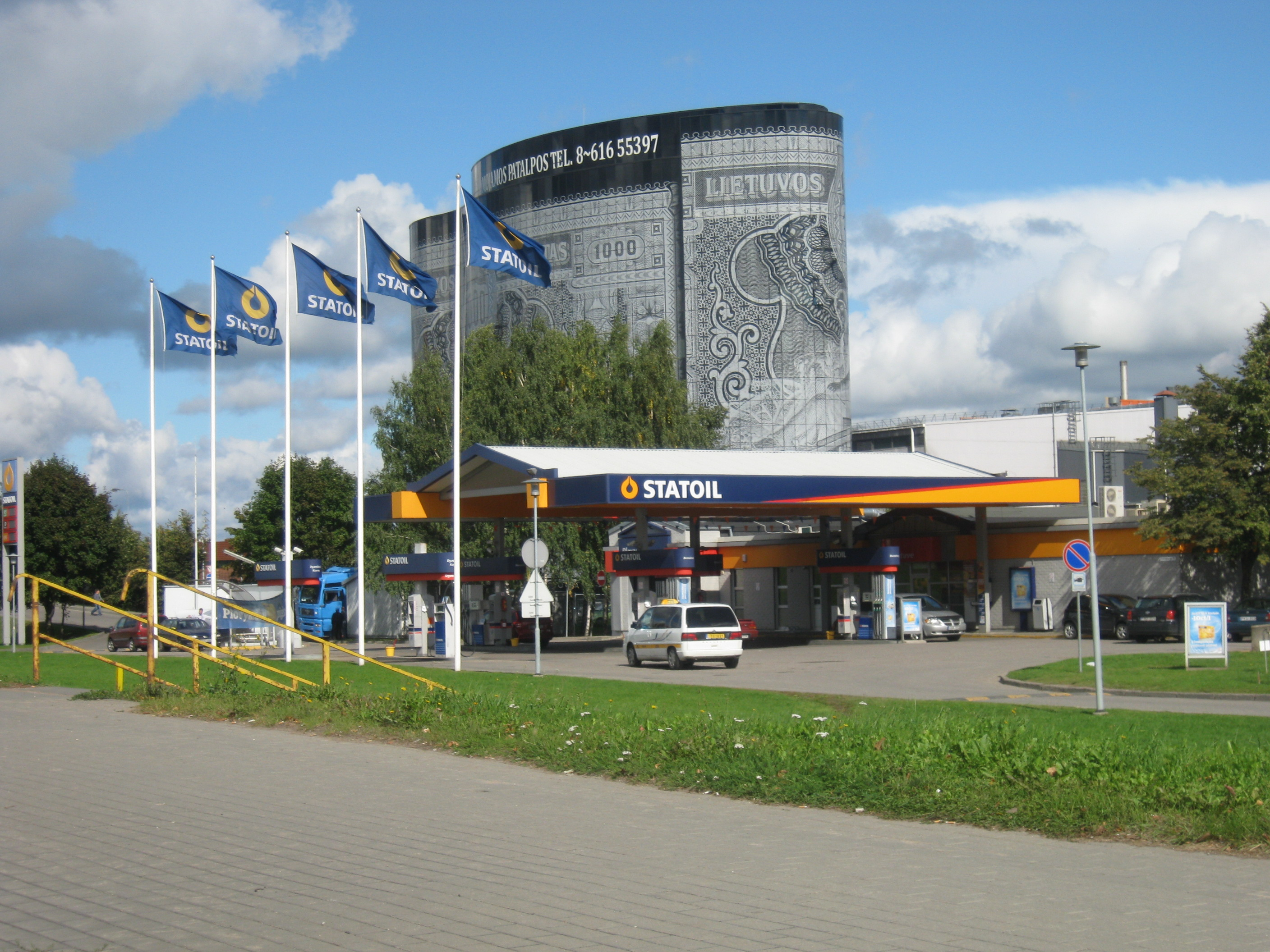
پمپ بنزین استات اویل در لیتوانی

جایگاه‌های بنزینی که با برند استات اویل فعالیت می‌نمایند، در کشورهای زیر مستقر می‌باشند:
| کشور    | تعداد جایگاه |
| ------- | ------------ |
| دانمارک | ۴۰۵          |
| استونی  | ۵۱           |
| سوئد    | ۸۰۵          |
| لتونی   | ۶۹           |
| لیتوانی | ۷۲           |
| نروژ    | ۵۷۲          |
| لهستان  | ۲۹۷          |
| روسیه   | ۱۹           |

تعداد جایگاه‌های پمپ بنزینی که با این نام تجاری فعالیت می‌کنند، بالغ بر ۲٫۳۰۰ جایگاه می‌باشد.

#### پمپ بنزین‌های هیدرو

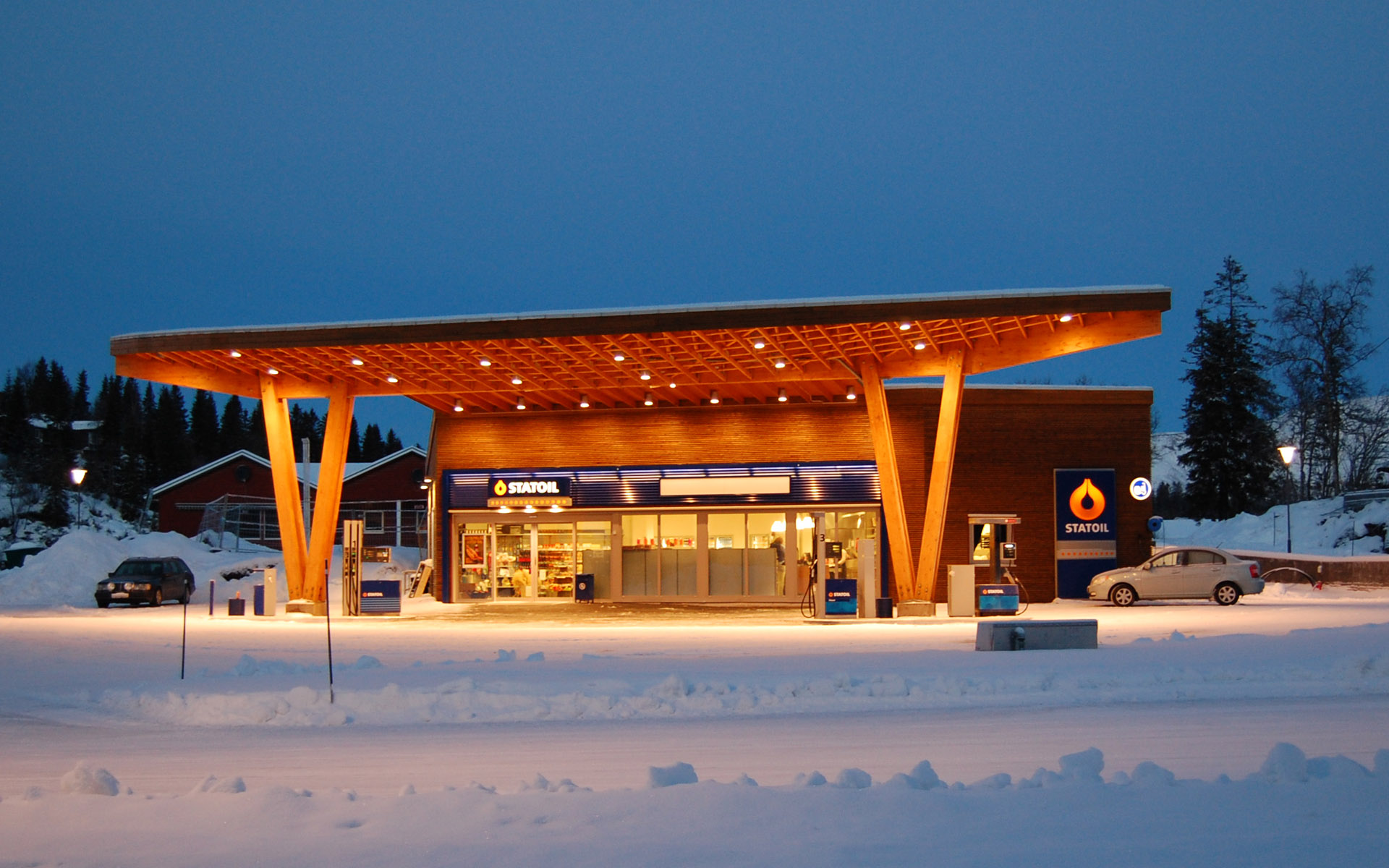
پمپ بنزین استات اویل، در نوردلند، نروژ

هیدرو (به انگلیسی: Hydro) یا شرکت هیدرو، در اواخر دهه ۱۹۸۰ میلادی، توسط نورسک هیدرو راه اندازی شد. سپس نورسک هیدرو، تمامی جایگاه‌های پمپ بنزین شرکت موبیل را، در کشورهای سوئد، نروژ و دانمارک خریداری کرده و تحت مدیریت و نام تجاری هیدرو، فعالیت خود را، از سر گرفتند.
این شرکت، پس از ادغام نورسک هیدرو و استات اویل، به عنوان یک شرکت تابعه از استات اویل، فعالیت خود را ادامه داد. تعداد پمپ بنزین‌های هیدرو، در حال حاضر، بیش از ۵۰۰ جایگاه می‌باشد.

#### پمپ بنزین‌های ۳-۲-۱

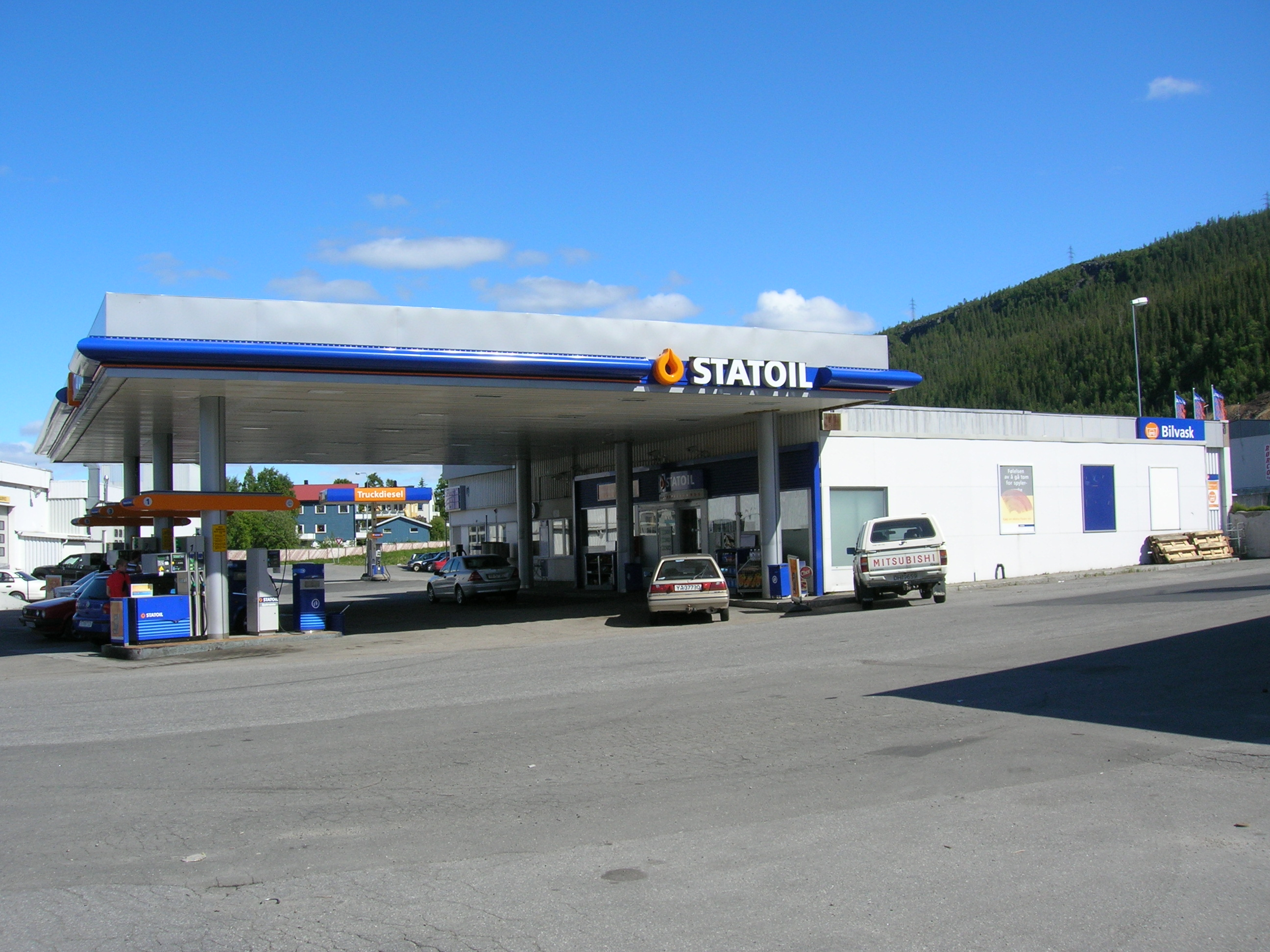
پمپ بنزین استات اویل، در رانا، نروژ

برند ۳-۲-۱، در سال ۲۰۰۰ توسط شرکت استات اویل، تشکیل شد. حوزه فعالیت آن، در مناطق نوردیک و بالتیک بوده، که در مجموع، دارای ۱۶۵ جایگاه، در این مناطق می‌باشد.

#### پمپ بنزین‌های توپاز
در سال ۲۰۰۶ شرکت استات اویل در کشور جمهوری ایرلند، شرکت توپاز را خریداری نمود. سپس جایگاه‌هایی را که در این کشور تأسیس می‌کرد، با نام تجاری توپاز ثبت می‌نمود.
در اواسط سال ۲۰۰۸ کمپانی استات اویل به یکباره، نام تمامی جایگاه‌های پمپ بنزین خود در سطح اروپا، که در حدود ۲۰۰۰ جایگاه بودند را، به توپاز تغییر داد.

### پشتیبانی تجاری
این نهاد مسئولیت تمام تدارکات اداری شرکت استات اویل را بر عهده دارد و مسئولیت‌های زیر نیز بر عهده این بخش است:
- کیترینگ و تأمین تسهیلات لازم بخش‌های ستادی
- مدیریت تأسیسات اداری
- برگزاری دوره‌های آموزشی
- خدمات مسافرتی
- مشاوره فنی

### عملیات و نگهداری

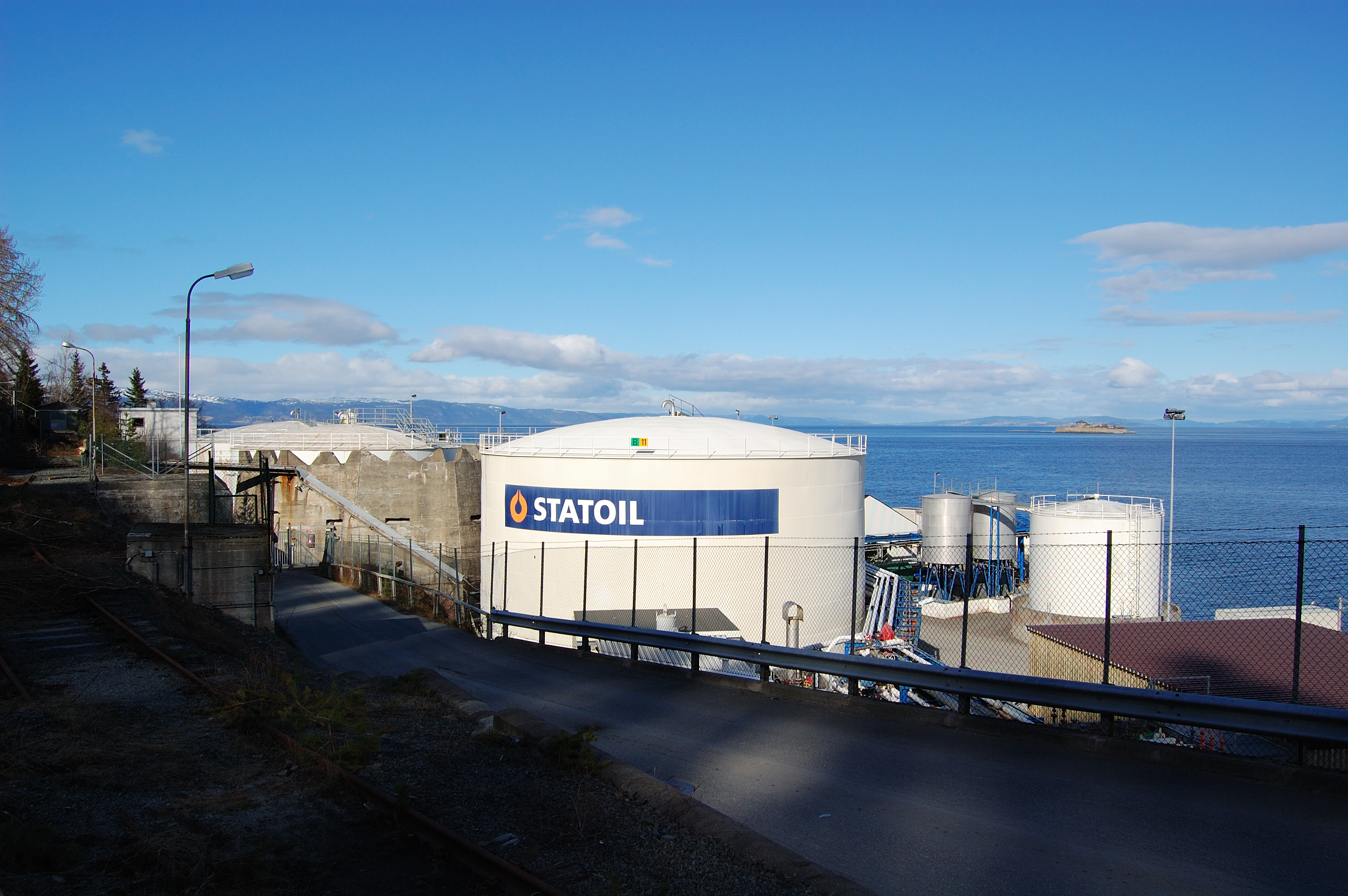
مخازن نفت استات اویل، در تروندهایم، نروژ

این بخش، مسئولیت تدارکات بخش‌های عملیاتی و نگهداری را برعهده دارد، همچنین تدارکات، مدیریت مواد خام، بررسی شرایط، اصلاحات بندها و چارچوب زمانی توافقنامه‌ها و قراردادهای داخلی و بین‌المللی از دیگر وظایف این نهاد، به‌شمار می‌آید.
وظایف و مسئولیت‌های این بخش به زیر مجموعه‌های زیر تقسیم‌بندی می‌شود:
- مواد شیمیایی
- مواد مصرفی صنعت
- جرثقیل و خدمات بازرسی فنی
- عایق، داربست و سطح حفاظت
- فناوری برق و اتوماسیون
- هلیکوپتر و حمل و نقل
- شناورهای پشتیبانی دریایی و شناورهای FPSO

### پروژه‌های توسعه‌ای

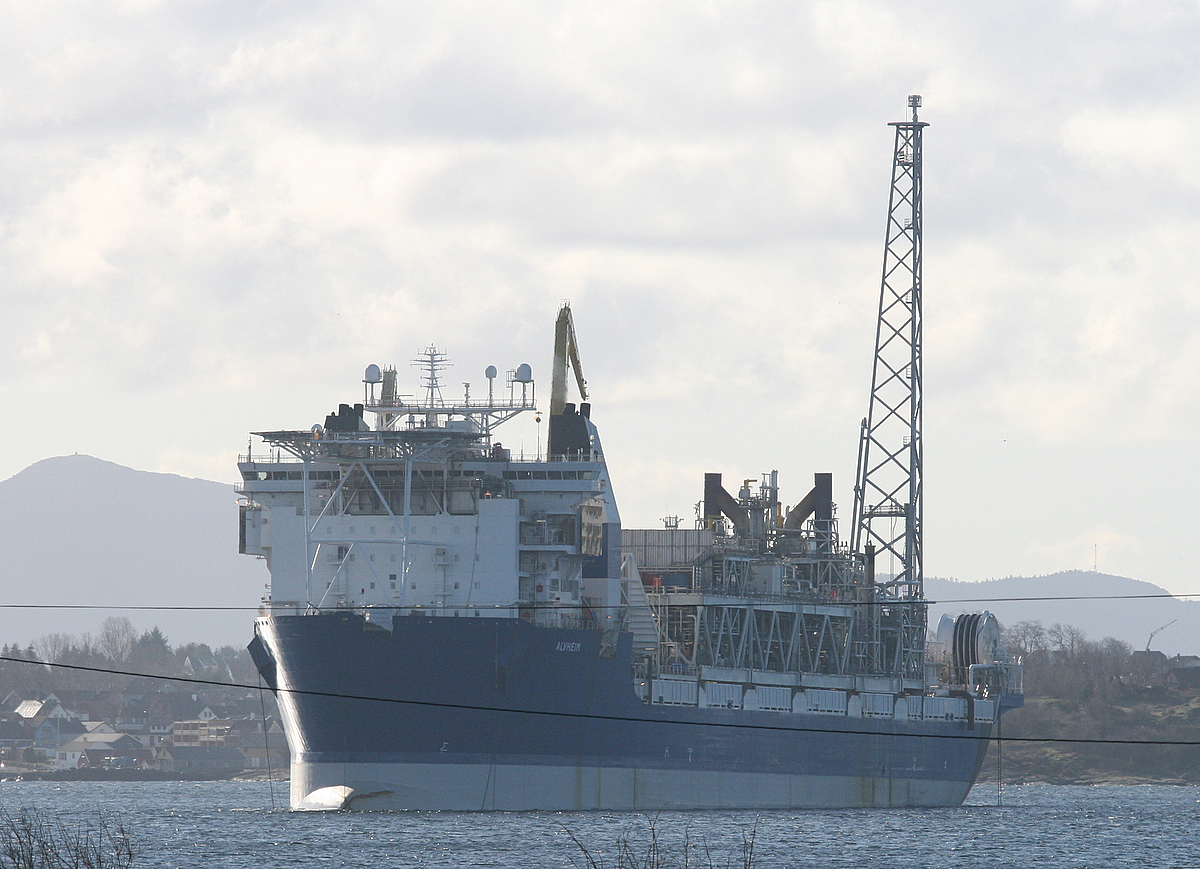
شناور FPSO متعلق به استات اویل

این نهاد مسئولیت تمام تدارکات بخش‌های مربوط به پروژهای توسعه‌ای را برعهده دارد و وظایف زیر نیز بر عهده این نهاد است:
- انجام اصلاحات و تغییرات
- تهیه سکوهای ثابت
- تأسیسات شناور
- تأمین گاز نیروگاه‌های انتقال برق
- خطوط لوله و مرتبط با تجهیزات و خدمات
- نصب و پشتیبانی تجهیزات زیر دریا
- انرژی بادی
- تأمین سازه‌های زیر دریا و خدمات تعمیر و نگهداری

### مانیتورینگ خطوط لوله
شرکت استات اویل ارائه دهنده خدمات فنی حدود ۸ هزار کیلومتر خط لوله از نروژ به اروپاست. «شرکت اپراتور گسکو» و «شرکت ایمنی نفت و گاز نروژ»، به‌طور منظم گزارش‌های مربوط به فعالیت‌های این خطوط لوله را، از شرکت استات اویل دریافت می‌کنند.

### تأسیسات پالایش نفت و گاز
این شرکت علاوه بر مالکیت چندین پالایشگاه نفت و گاز در داخل نروژ و کشورهای آلمان و دانمارک، اپراتور فنی تأسیسات، خطوط لوله و زیرساخت‌های گازی نیز می‌باشد.
«مجتمع صنعتی جلدبرگودن» در غرب نروژ، «واحد فرآوری و انتقال گاز کارستو»؛ در شمال شهر استاوانگر، «تأسیسات پالایشگاهی و پایانه صادرات نفت موگستاد»، «واحد فرآوری گاز کولسنسز» و «پایانه صادرات نفت استور» از تأسیسات تولید و صادرات نفت و گاز نروژ به‌شمار می‌رود.
«پالایشگاه کاونبرگ»؛ در دانمارک، «تأسیسات ذخیره‌سازی گاز اتزل»؛ در آلمان و «تأسیسات ذخیره‌سازی و پایانه صادرات» در جزایر باهاماس نیز از تأسیسات خارجی این شرکت نروژی به‌شمار می‌رود.
شرکت استات اویل یکی از عرضه‌کنندگان جهانی فراورده‌های نفتی و ان.جی. ال و سومین فروشنده بزرگ خالص نفت خام در دنیا به‌شمار می‌رود. این شرکت خود یک بخش کشتیرانی مخصوص ارسال محموله‌های نفتی دارد.
همچنین این شرکت حدود دو هزار و ۳۰۰ جایگاه عرضه سوخت، در سراسر کشورهای اسکاندیناوی، لهستان، حوزه بالتیک و روسیه دارد و حدود ۱۷ هزار کارمند و کارگر در جایگاه‌های عرضه سوخت این کشور و همچنین دو هزار نفر در بخش‌های ستادی کشورهای اروپایی مشغول به کار می‌باشند.
این شرکت همچنین سوخت جت ۸۵ فرودگاه در ۹ کشور را تأمین می‌کند و بیش از ۷۵۰ نوع محصولات روغنی، تولید و به بازارهای جهانی عرضه می‌نماید.

## آمار
|             | ۲۰۱۰  | ۲۰۰۹  | ۲۰۰۸  | ۲۰۰۷  | ۲۰۰۶  |
| ----------- | ----- | ----- | ----- | ----- | ----- |
| حجم معاملات | ۵۲۹٫۶ | ۴۶۵٫۴ | ۶۵۶٫۰ | ۵۲۲٫۸ | ۵۲۱٫۵ |
| عملیات      | ۱۳۷٫۲ | ۱۲۱٫۶ | ۱۹۸٫۸ | ۱۳۷٫۲ | ۱۶۶٫۲ |
| میزان سود   | ۳۷٫۶  | ۱۷٫۷  | ۴۳٫۳  | ۴۴٫۶  | ۵۱٫۸  |

- ارقام بر پایه میلیارد دلار محاسبه شده‌اند.

## پروژه‌ها

### انرژی بادی
ایکوینور، غول انرژی نروژ، در نظر دارد بزرگ‌ترین مزرعه شناور انرژی بادی را در کره‌جنوبی بسازد. قرار است در این مزرعه تا ۱۰۰ توربین نصب شود. این مزرعه شناور عظیم ۸۰۰ مگاواتی انرژی بادی در ۸۰ کیلومتری سواحل اولسان کره‌جنوبی بنا خواهد شد و قرار است الکتریسیته خود را به کره‌جنوبی منتقل کند. اریک هالند، سخنگوی رسانه‌ای اکوینور، در مصاحبه با خبرگزاری‌ها گفت: ما در نظر داریم ساخت‌وساز این پروژه را در ۲۰۲۳ آغاز کنیم و احتمالاً تولید برق از ۲۰۲۶ آغاز خواهد شد. او گفت: کره‌جنوبی پتانسیل قابل‌توجهی دارد و فرصت‌های جالبی در زمینه انرژی بادی دریایی ارائه می‌کند.